# Chiclana de la Frontera
Chiclana de la Frontera es un municipio español de la provincia de Cádiz, en la comunidad autónoma de Andalucía. Forma parte del área metropolitana de la Bahía de Cádiz, la tercera más poblada a nivel autonómico.
La fundación de la actual Chiclana se produjo en 1303, cuando el rey Fernando IV de Castilla entregó las tierras chiclaneras a la Casa de Medina Sidonia. No obstante, los restos arqueológicos encontrados en el cerro del Castillo atestiguan que los fenicios fueron sus moradores y que la ciudad cuenta con 3000 años de historia y no 700 como se creía hasta fechas recientes.
Testimonio de que los fenicios entraron por el río Iro y que se fortificaron es el enclave arqueológico Nueva Gadeira, abierto al público desde noviembre de 2023 con visitas guiadas sobre el yacimiento y el origen de la ciudad.
El actual casco urbano se levanta durante el siglo XVIII. En la guerra de la Independencia Española se produjo la batalla de Chiclana entre franceses y aliados anglo-españoles. Hoy en día la economía chiclanera depende de una industria moderna y del turismo, especialmente de las playas y de los campos de golf asentados fundamentalmente en el Novo Sancti Petri, urbanización que cuenta con el mayor número de plazas hoteleras en la provincia de Cádiz y en toda la Costa de la Luz.
El término municipal hace frontera al norte con los municipios de San Fernando y Puerto Real; por la costa hacia el sur con Conil de la Frontera y por tierra limita con Medina Sidonia y una pequeña parte de Vejer de la Frontera. El municipio contaba en 2022 con una población de 89 794 habitantes (INE 2024) y tiene una densidad poblacional de 404,71 hab./km². Sus coordenadas geográficas son 36°25′N 6°09′O y su altitud es de 11 m s. n. m.

## Geografía

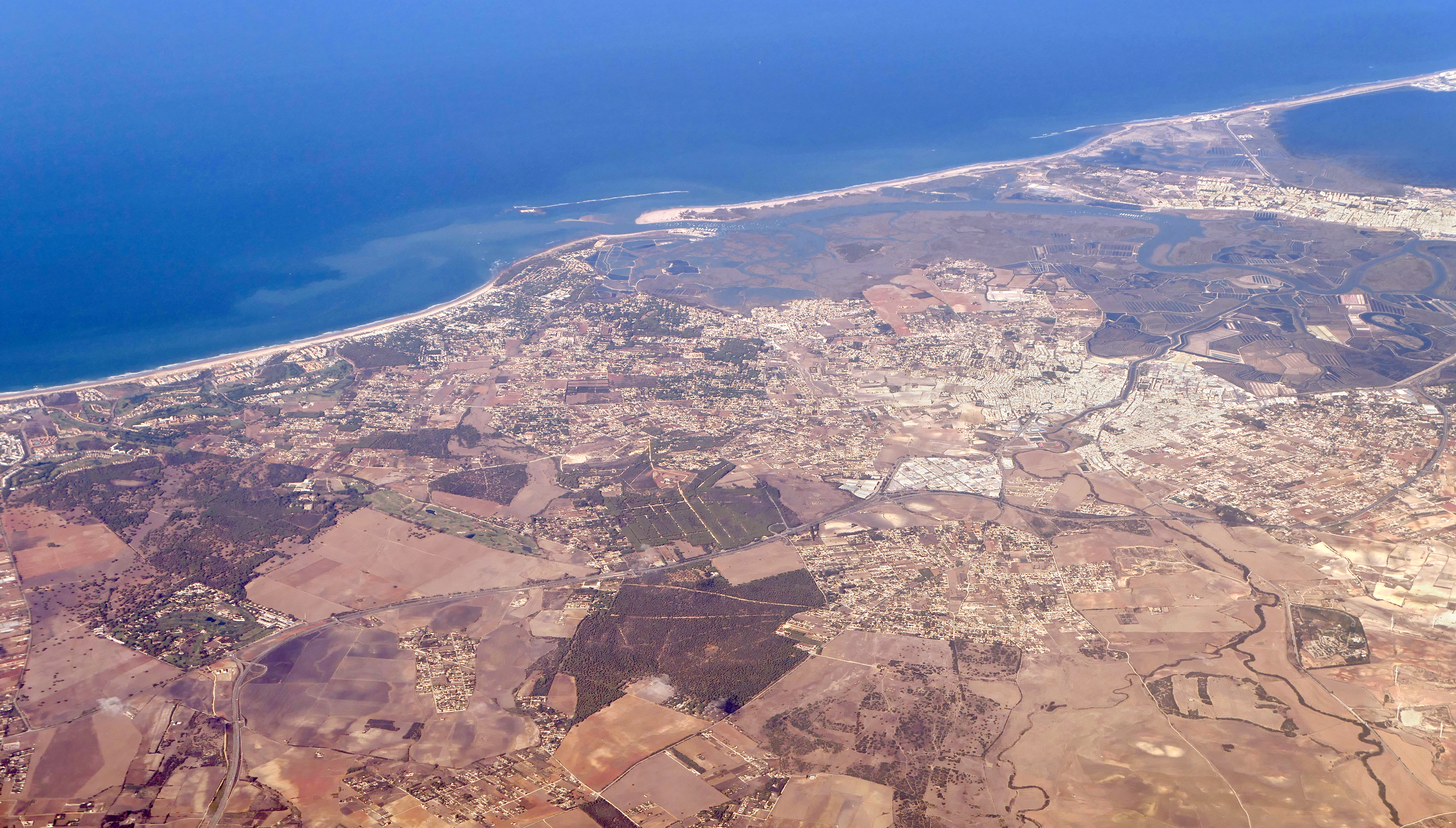
Vista aérea

Desde el punto de vista geográfico y cultural, la ciudad pertenece a la Baja Andalucía. Situada en la Costa de la Luz y en la llamada Ruta del Vino. Está bañada por las aguas atlánticas. Su litoral es extenso en playas: Sancti Petri, La Barrosa y El Puerco. Forma parte del litoral y prelitoral suroeste de la provincia de Cádiz.

### Relieve
Es atravesada por el río Iro, que nace en el afluente del lago Salado y desemboca en la pequeña bahía de Sancti Petri.
El punto geográfico más alto es de 187 m en el cerro de La Nava, al sureste del término municipal, cerca de Medina Sidonia y Vejer de la Frontera. Otro punto alto es de 52,3 m en el cerro del Águila, y otro punto alto y emblemático es el cerro de Santa Ana, situado a 49,8 m. En él se encuentra la ermita de Santa Ana.
El interior de la localización geográfica de Chiclana de la Frontera es de relieve de carácter irregular pero suave, con leves ondulaciones, excepto el cerro de Santa Ana (49,8 m), en cualquier caso perjudicial para la intensidad de precipitaciones cuando de forma puntual se producen fenómenos meteorológicos adversos. Sus leves ondulaciones provocan que esta localidad sea vulnerable para inundaciones.

### Límites
Chiclana limita con Medina Sidonia, San Fernando, Puerto Real, Conil de la Frontera, y una pequeña parte con Vejer de la Frontera, al sureste
| Noroeste: Océano Atlántico y San Fernando        | Norte: San Fernando       | Noreste: San Fernando y Puerto Real                                  |
| Oeste: océano Atlántico                          |                           | Este: Medina Sidonia                                                 |
| Suroeste océano Atlántico y Conil de la Frontera | Sur: Conil de la Frontera | Sureste: Conil de la Frontera, Vejer de la Frontera y Medina Sidonia |

### Parques

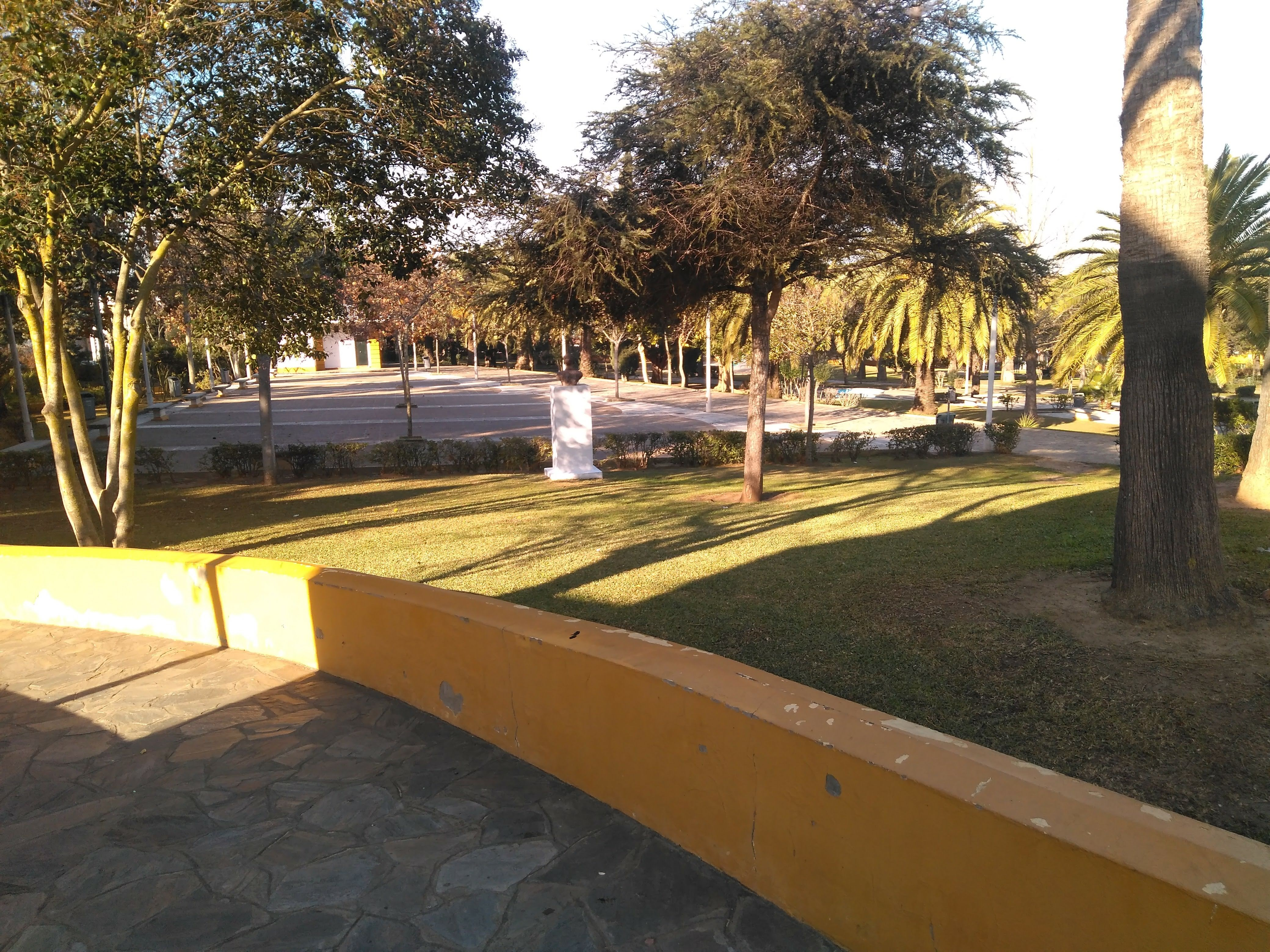
Parque de Santa Ana

Chiclana cuenta con numerosos parque los más destacados son:
- Parque de Santa Ana: se encuentra al lado de la ermita de Santa Ana y al lado del polideportivo de Santa Ana.
- Parque Huerta Rosario: se encuentra en La Banda, en el barrio de Huerta Rosario, está al lado de una guardería
- Parque de El Campito: Se encuentra en El Campito, en los alrededores de la ciudad.
- Parque Víctimas del Terrorismo: se encuentra en La Banda, al lado del Puente Azul, El Río Iro y la feria. Tiene algunos monumentos
- Parque de La Soledad: se encuentra entre la capilla de La Soledad y el cementerio de San Juan Bautista, en el barrio homónimo.
- Parque Verde : Se sitúa en el barrio de Panzacola, cercano al colegio de educación primaria José de la Vega

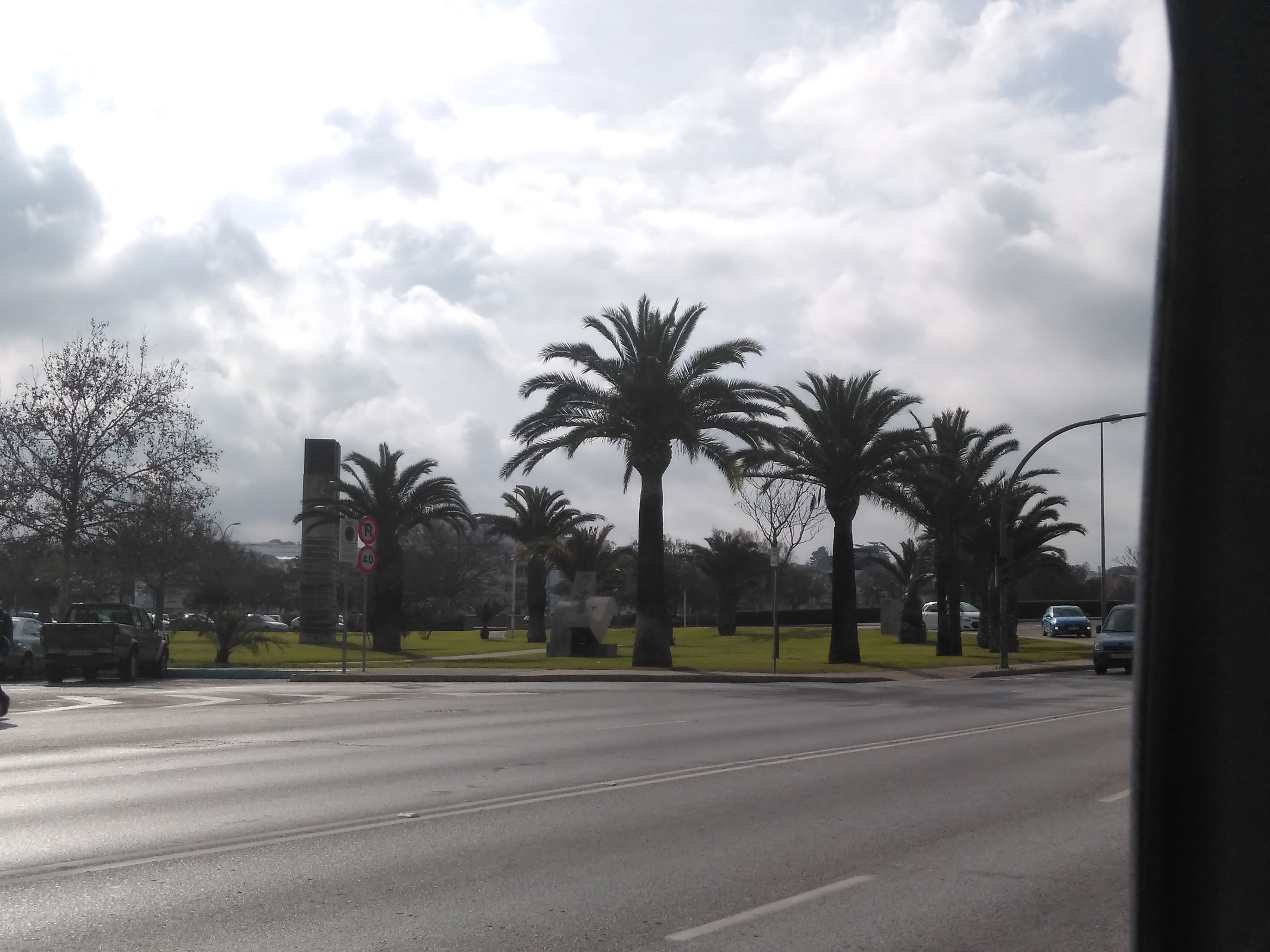
Parque Víctimas del Terrorismo

También destaca, en el aspecto de naturaleza, la Puerta Verde de Chiclana.

### Pinares
- Pinar de La Barrosa

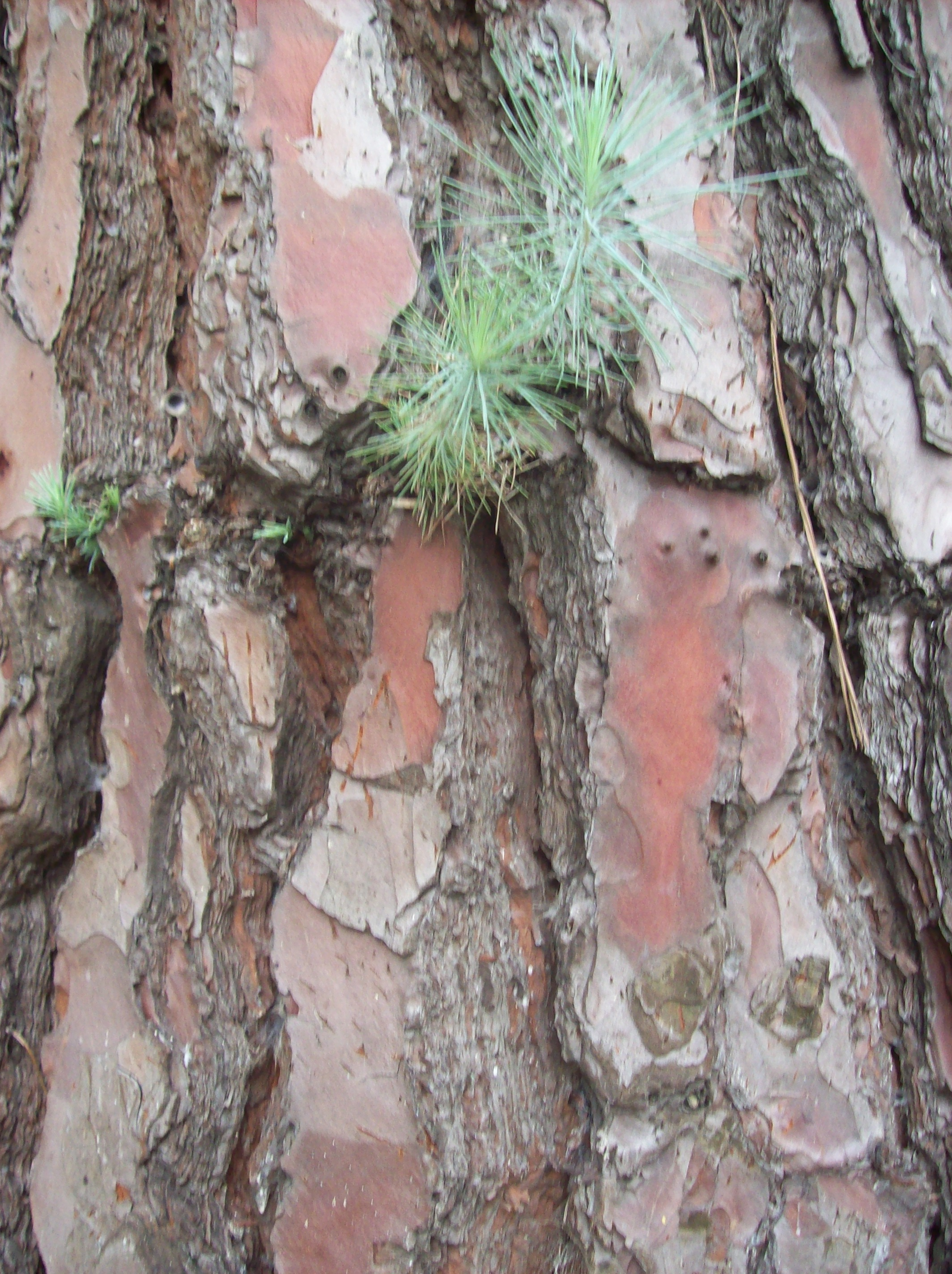
Detalle de la corteza de un pino adulto

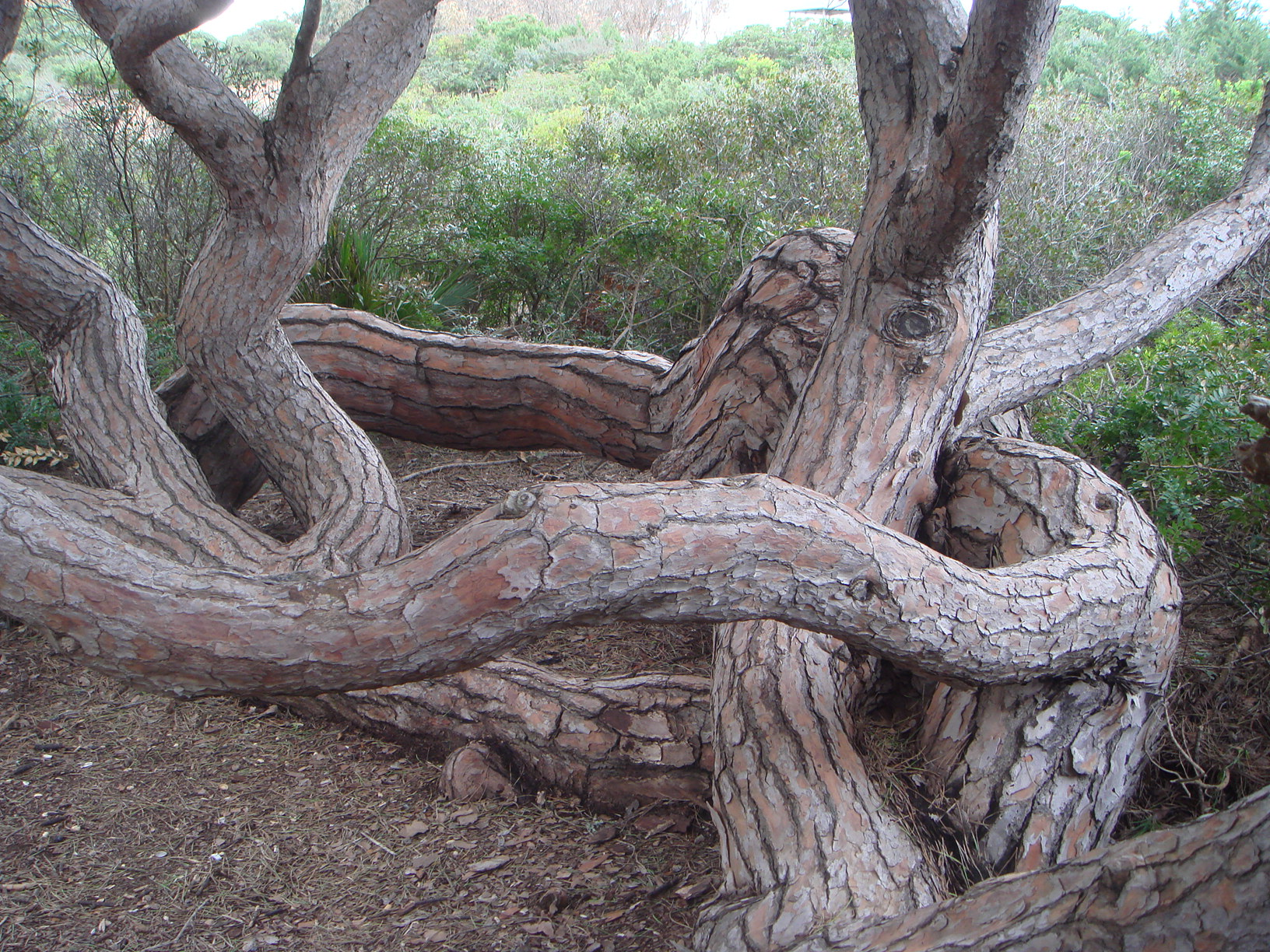
Pinar del Hierro

La flora cercana a las zonas de playa, como esta, se caracteriza por soportar la sequedad y la insolación. El resto del terreno se cubre con la sombra proporcionada por un pinar de pino piñonero y su matorral asociado, destacando el enebro marítimo. Este ecosistema garantiza la presencia de especies en peligro, como el Thymus albicans un tipo de tomillo, la planta carnívora conocida como atrapamoscas y el camaleón, emblema de la zona.
La peculiar disposición de este espacio permite su integración en el medio urbano y multiplica las posibilidades. En sus inmediaciones se encuentran la amplia playa de la Barrosa, con sus típicos camarones cocidos y tortillas de camarones, la del Puerco, muy tranquila, y la de Sancti Petri, caracterizada por su castillo y sus buenas condiciones para práctica del windsurf, la pesca o el submarinismo.
- Parque forestal municipal Pinar del Hierro y de la Espartosa:

En el punto mágico, desde el que se divisa la totalidad del pinar, se puede leer: "Este mar de copas verdes que desde aquí contemplamos era visión natural en toda la Chiclana antigua. Bosques de Algarrobos, olivos, alcornoques, chaparros y encinas poblaban nuestro término por doquier". En este precioso paraje se disputan pruebas atléticas y de ciclismo de montaña, además de ser lugar de paso de varias rutas de senderismo. Entre sus sendas se ha habilitado un circuito permanente de campo a través, que junto con los aparatos de acondicionamiento físico y deportivos (canastas, porterías, etc), hacen del pinar un lugar envidiable para la práctica deportiva. Pulmón verde de la ciudad, en un principio se preveía construir en este enclave 217 chalés, algo que gracias a un convenio firmado por el Ayuntamiento no ocurrirá, salvándose en su totalidad y pasando a ser Zona Verde.

### Clima
El clima de Chiclana, al igual que en toda la bahía de Cádiz, es característico del océano Atlántico, se le denomina clima oceánico. La ciudad es muy húmeda. La temperatura media ronda los 18 °C, las máximas se acercan a los 30 °C (en el mes de agosto) y las mínimas se sitúan en torno a los 8 °C (en enero). La ciudad disfruta de aproximadamente 3000 horas de sol al año. Las precipitaciones medias rondan los 635 mm, siendo diciembre el mes más lluvioso y los meses de verano los más secos. La media de viento ronda entre los 10 y los 15 km/h. Los vientos más intensos suele ser de dirección este o levante en época estival y del suroeste a finales de otoño y en primavera.
| Parámetros climáticos promedio de Chiclana de la Frontera                                                       | Parámetros climáticos promedio de Chiclana de la Frontera | Parámetros climáticos promedio de Chiclana de la Frontera | Parámetros climáticos promedio de Chiclana de la Frontera | Parámetros climáticos promedio de Chiclana de la Frontera | Parámetros climáticos promedio de Chiclana de la Frontera | Parámetros climáticos promedio de Chiclana de la Frontera | Parámetros climáticos promedio de Chiclana de la Frontera | Parámetros climáticos promedio de Chiclana de la Frontera | Parámetros climáticos promedio de Chiclana de la Frontera | Parámetros climáticos promedio de Chiclana de la Frontera | Parámetros climáticos promedio de Chiclana de la Frontera | Parámetros climáticos promedio de Chiclana de la Frontera | Parámetros climáticos promedio de Chiclana de la Frontera |
| Mes | Ene.                                                      | Feb.                                                      | Mar.                                                      | Abr.                                                      | May.                                                      | Jun.                                                      | Jul.                                                      | Ago.                                                      | Sep.                                                      | Oct.                                                      | Nov.                                                      | Dic.                                                      | Anual                                                     |
| --- | --------------------------------------------------------- | --------------------------------------------------------- | --------------------------------------------------------- | --------------------------------------------------------- | --------------------------------------------------------- | --------------------------------------------------------- | --------------------------------------------------------- | --------------------------------------------------------- | --------------------------------------------------------- | --------------------------------------------------------- | --------------------------------------------------------- | --------------------------------------------------------- | --------------------------------------------------------- |
| Temp. máx. media (°C)                                                                                           | 14.9                                                      | 15.8                                                      | 17.8                                                      | 19.7                                                      | 22.4                                                      | 25.4                                                      | 27.9                                                      | 27.9                                                      | 26.8                                                      | 22.9                                                      | 18.8                                                      | 15.7                                                      | 21.3                                                      |
| Temp. mín. media (°C)                                                                                           | 8.1                                                       | 8.8                                                       | 10.5                                                      | 12.5                                                      | 14.9                                                      | 18.0                                                      | 20.2                                                      | 20.8                                                      | 19.3                                                      | 15.7                                                      | 11.7                                                      | 8.6                                                       | 14.1                                                      |
| Precipitación total (mm)                                                                                        | 83.0                                                      | 75.0                                                      | 91.0                                                      | 50.0                                                      | 31.0                                                      | 9.0                                                       | 2.0                                                       | 4.0                                                       | 14.0                                                      | 67.0                                                      | 89.0                                                      | 118.0                                                     | 633.0                                                     |
| Fuente: Observatorio de la Dársena de Cádiz, acorde con la Agencia Estatal de Meteorología. (1 de mayo de 2009) |                                                           |                                                           |                                                           |                                                           |                                                           |                                                           |                                                           |                                                           |                                                           |                                                           |                                                           |                                                           |                                                           |

### Poblado de Sancti Petri

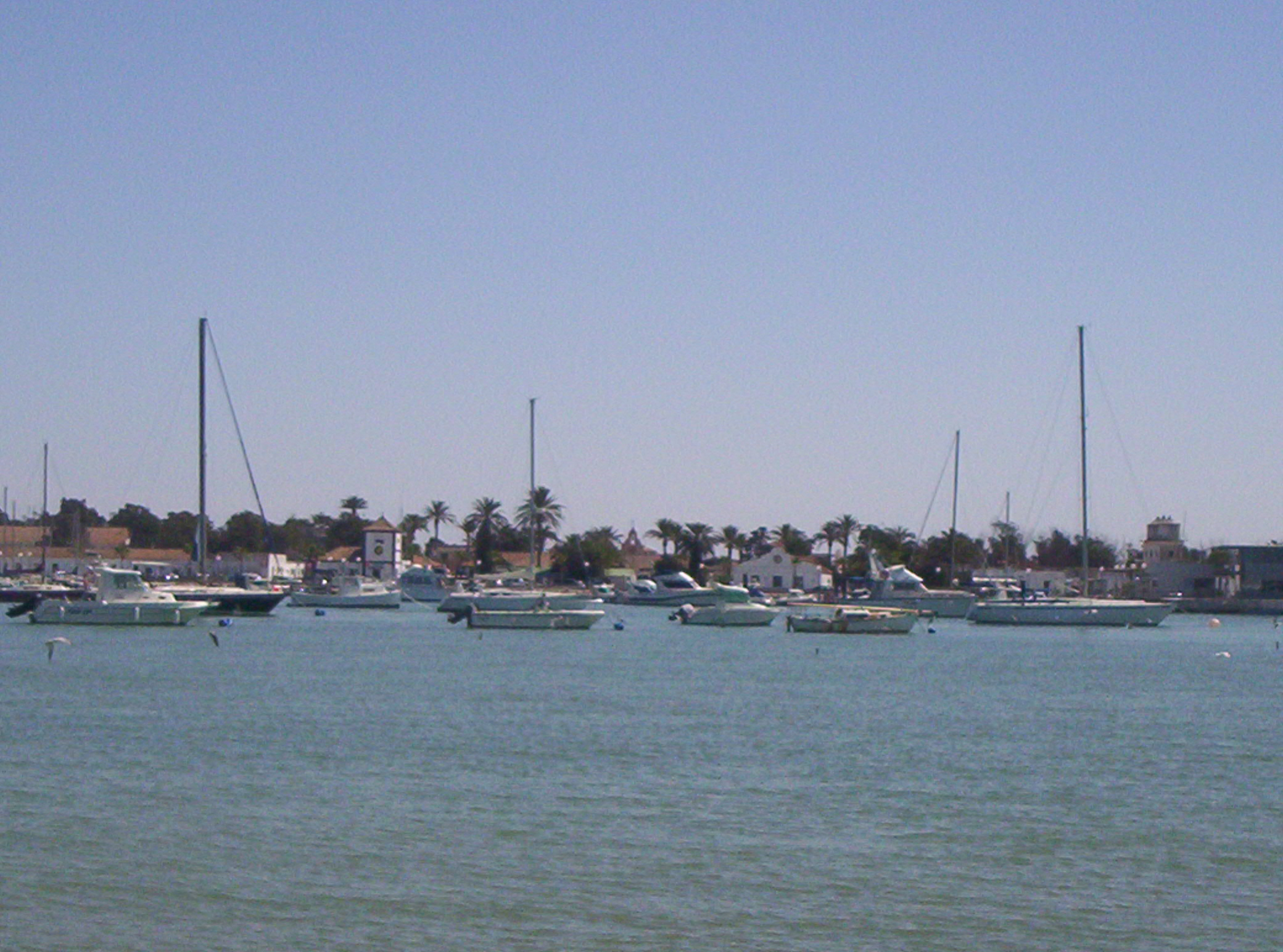
Embarcaciones de recreo en Sancti Petri

Confundido a menudo por los turistas con el complejo urbanístico Novo Sancti Petri, al cual le ha dado el nombre, Sancti Petri es un antiguo poblado atunero perteneciente al término municipal de Chiclana de la Frontera. Consta de un puerto natural, el Puerto Deportivo Sancti Petri formado por la desembocadura del Caño de Sancti Petri, al borde del cual está situado.
Perteneciente al Consorcio Almadrabero Nacional, surgió en torno a los años 1946-1947 y se diseñó con un urbanismo muy estructurado. Una calle principal con plaza en la que se ubicaban los servicios esenciales: iglesia, escuela, ayuntamiento, plaza de abastos y fábrica de pescado. De dicha plaza partían calles con viviendas y además existían dos manzanas en las que se situaban los edificios industriales. La actividad de la almadraba cesó en 1971 y posteriormente fue expropiado por caer dentro de la zona de seguridad un campo de tiro naval de la Armada. Durante los años en los que fue titularidad de Defensa, el poblado presentó un aspecto fantasmagórico a la vez que bello y nostálgico para los que una vez habitaron sus casas. Muchos de los que fueron sus vecinos conservan aún la llave de su casa, pese a que durante el abandono los edificios se fueron derrumbando. El Ayuntamiento ordenó el derribo de la mayoría de los edificios, que presentaban ruina. Otros edificios están ocupados por empresas de ocio y clubs deportivos y de pesca. La iglesia ha sido reconstruida recientemente.
Con la desafectación de su uso militar, el poblado se revirtió a sus antiguos propietarios, los cuales lo vendieron a un grupo financiero. Después de muchas transacciones y litigios judiciales, la titularidad ha pasado al Ayuntamiento de Chiclana, el cual planea reconvertirlo en un puerto deportivo y un complejo turístico con la ayuda de socios inversores. La Dirección General de Costas (Ministerio de Medio Ambiente) escenificó en 2011 la entrega al Ayuntamiento de este enclave.
Desde el año 2018, entre los meses de julio y agosto se celebra en el Poblado de Sancti Petri el Concert Music Festival, que acoge a grandes artistas de la música a nivel nacional e internacional. En el año 2019, dicho festival es premiado con un Premio Ondas.

### Playas

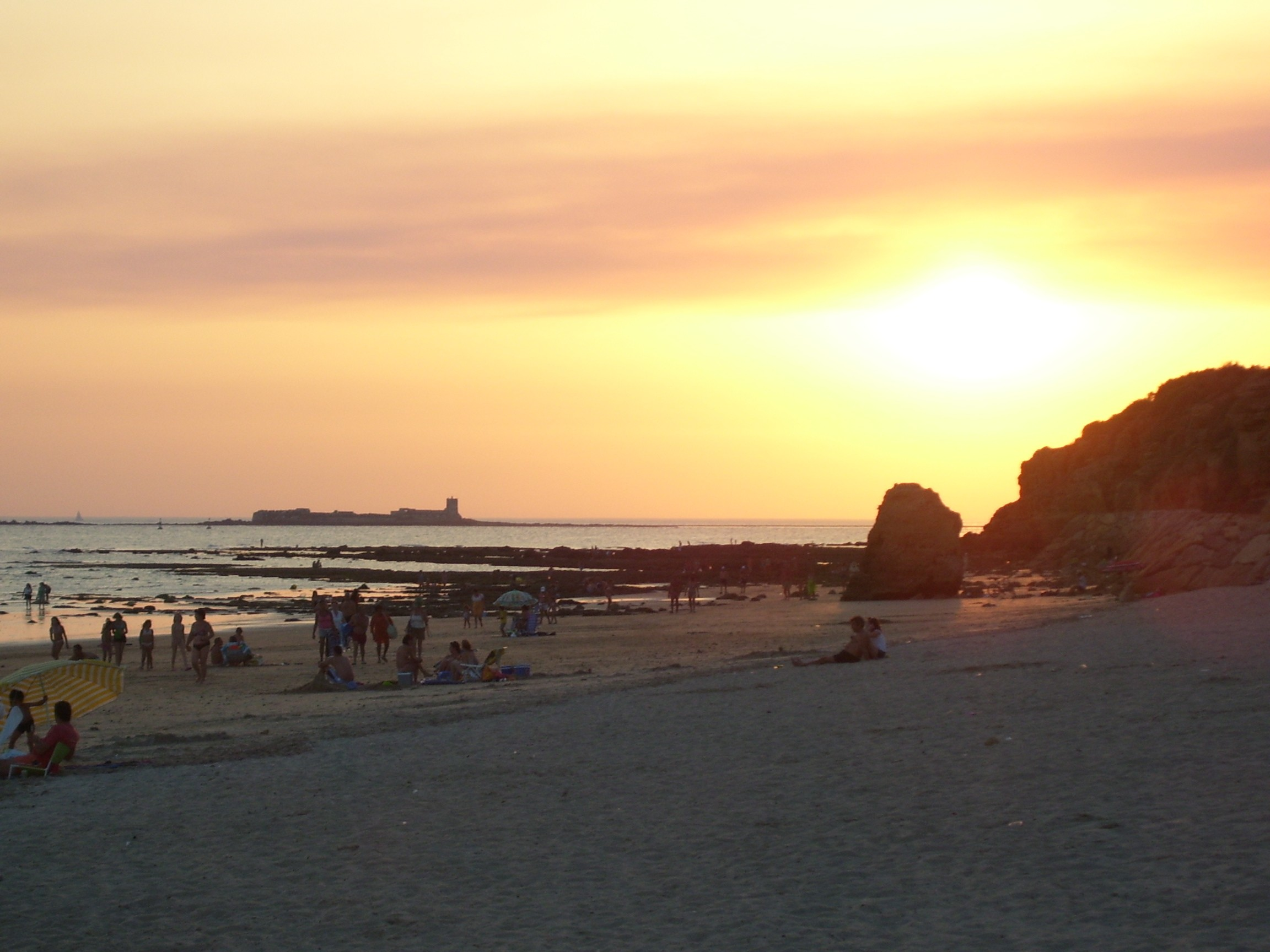
Castillo de Sancti Petri

#### Playa de la Barrosa

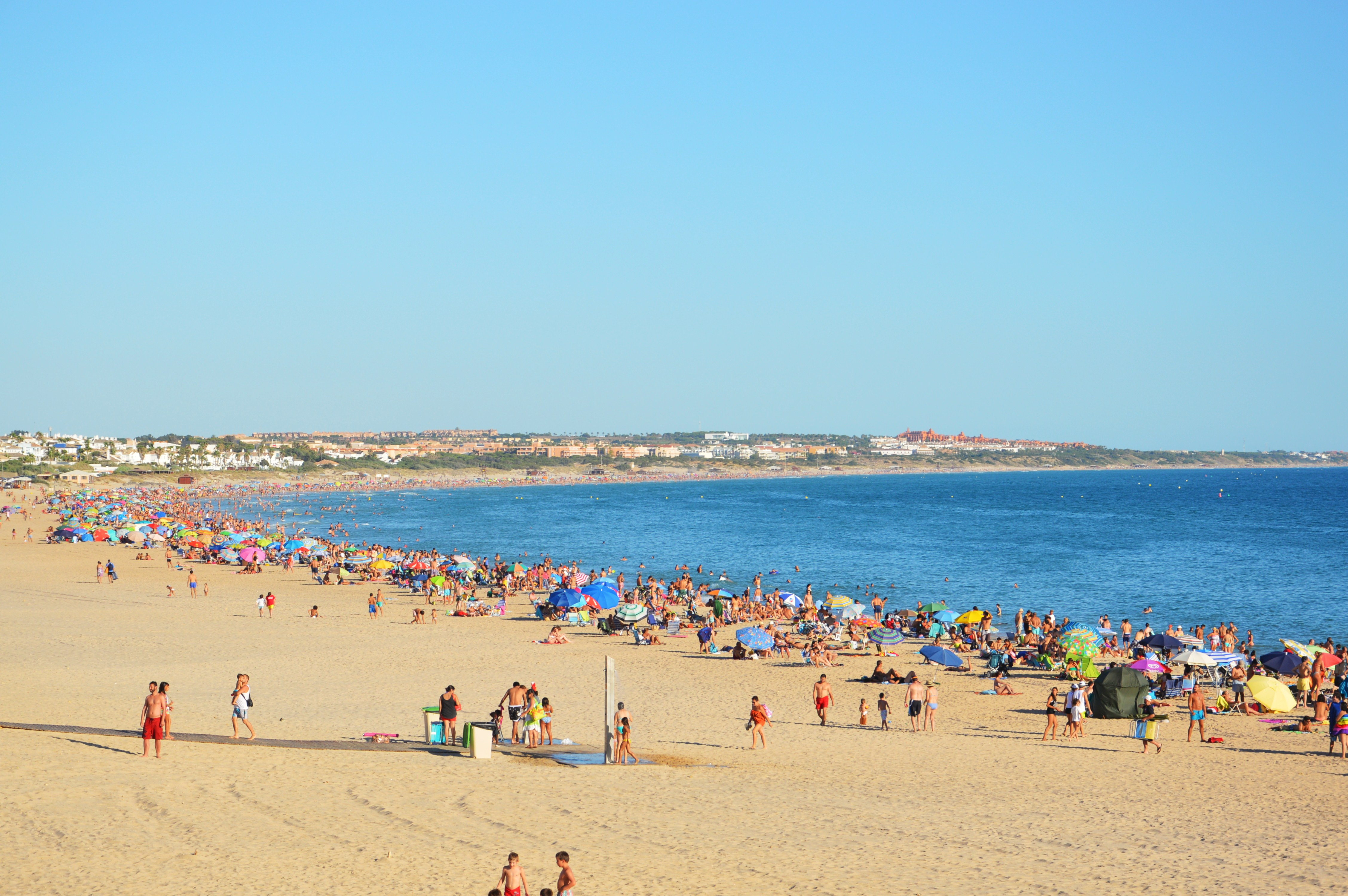
Vista de la playa de La Barrosa (con marea alta) desde uno de sus extremos, 2013

Dispone de 8 kilómetros de longitud, desde el acantilado que la separa de la playa de Sancti Petri, hasta la Loma del Puerco. Con una afluencia masiva de turistas provenientes de distintas partes de España y de otros países como Alemania, Reino Unido, etc. Cuenta con numerosos hoteles de 4 o 5 estrellas situados en grandes urbanizaciones en torno a la playa. Esto se debe también al clima de la zona, que goza de más de 300 días de sol al año, lo que la convierte en una de las playas españolas más visitadas.
Ha obtenido importantes distintivos de calidad por su gestión medioambiental. Ha poseído la Bandera Azul que otorga cada año una organización privada por su limpieza y por los múltiples servicios que ofrece anualmente desde que esta se instauró. Sin embargo, no sucedió lo mismo en el año 2011 en el que por primera vez se le denegó su reconocimiento por exceso de ocupación de chiringuitos en el paseo marítimo, supuestamente achacado a los expedientes abiertos en Costas. También ha obtenido la Q de Calidad Turística, el certificado ISO 14001, así como la Bandera Ecoplayas.

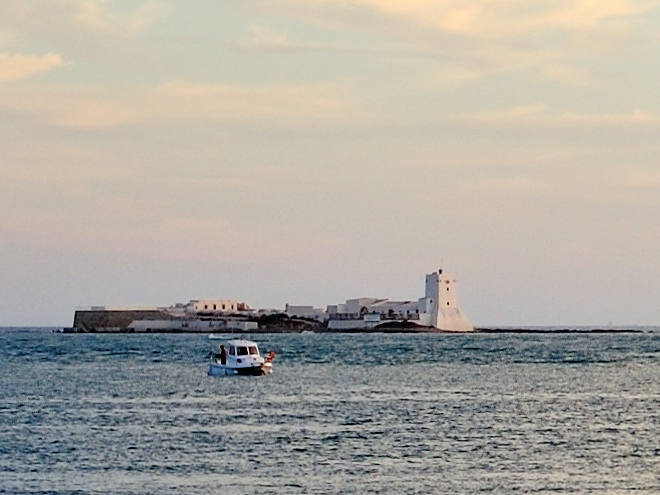
El castillo de Sancti Petri visto desde Chiclana

Debido a su extensión, popularmente se diferencian tres partes, conocidas como primera, segunda y tercera pista. La primera pista de la Barrosa se caracteriza por tener un largo paseo marítimo (con tiendas, restaurantes, lugares de ocio, zonas ajardinadas, etc.) y hasta el 2009 tuvo una gran piedra que la hacía inconfundible y fue arrastrada por un temporal. La Segunda dispone de zonas residenciales, y la tercera pista es la que se corresponde con la zona de playa de la urbanización Novo Sancti Petri, en la que se encuentra la mayor parte de los hoteles de la costa chiclanera. Alrededor de 20 hoteles de 4 o 5 estrellas, que suman en total más de 12 000 plazas hoteleras, hacen de esta urbanización el punto neurálgico del turismo en la provincia de Cádiz y en toda la Costa de la Luz. También, esta urbanización dispone de zonas comerciales y deportivas. Destaca el campo de golf Novo Sancti Petri, diseñado por Severiano Ballesteros, que fue inaugurado en diciembre de 1990 por Don Juan de Borbón. Más reciente es la urbanización Loma de Sancti Petri, que es una continuación de la anterior y que podría incluirse como en una Cuarta Pista. La zona de costa correspondiente a ambas urbanizaciones aún conserva las dunas y la vegetación autóctona.
Este enclave turístico y respetuoso con el medio ambiente forma unos paisajes muy característicos de esta playa, así como las puestas de sol tras el Castillo de Sancti Petri, o los paseos de caballos por la orilla al atardecer.

#### Playa de Sancti Petri

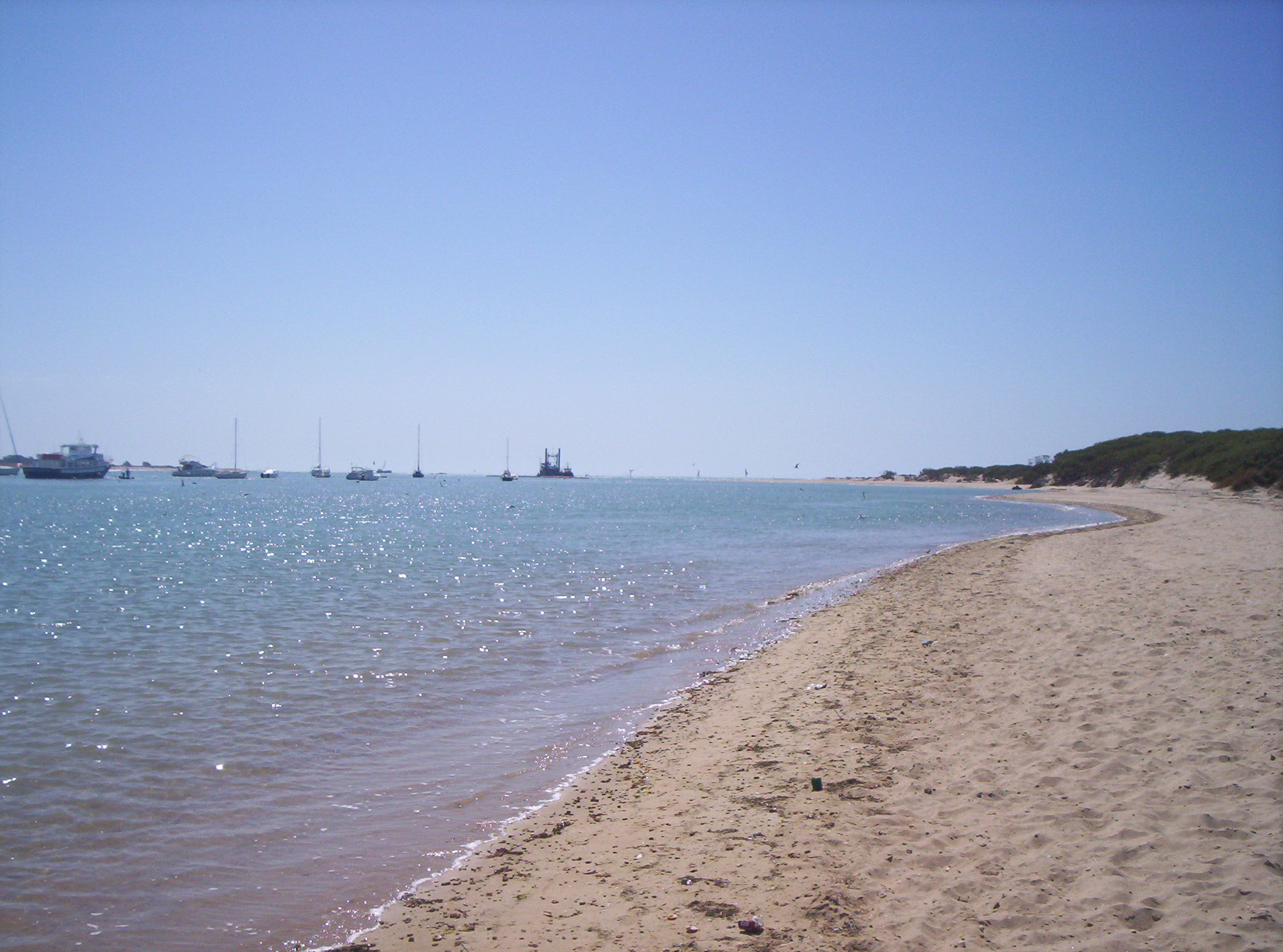
Playa de Sancti Petri

Esta playa es famosa por su naturalidad al encontrarse en un parque natural. Está separada por otra playa importante de este municipio: La Barrosa por un acantilado. En esta playa puede verse el castillo de Sancti Petri donde se dice que se encontraba el templo de Melkart o de Hércules gaditano y la punta del Boquerón. Posee la Bandera Azul, Ecoplayas y la de la Q de Calidad Turística. Además, hay que sumar como rúbrica de calidad el certificado ISO 14001.

### Novo Sancti Petri

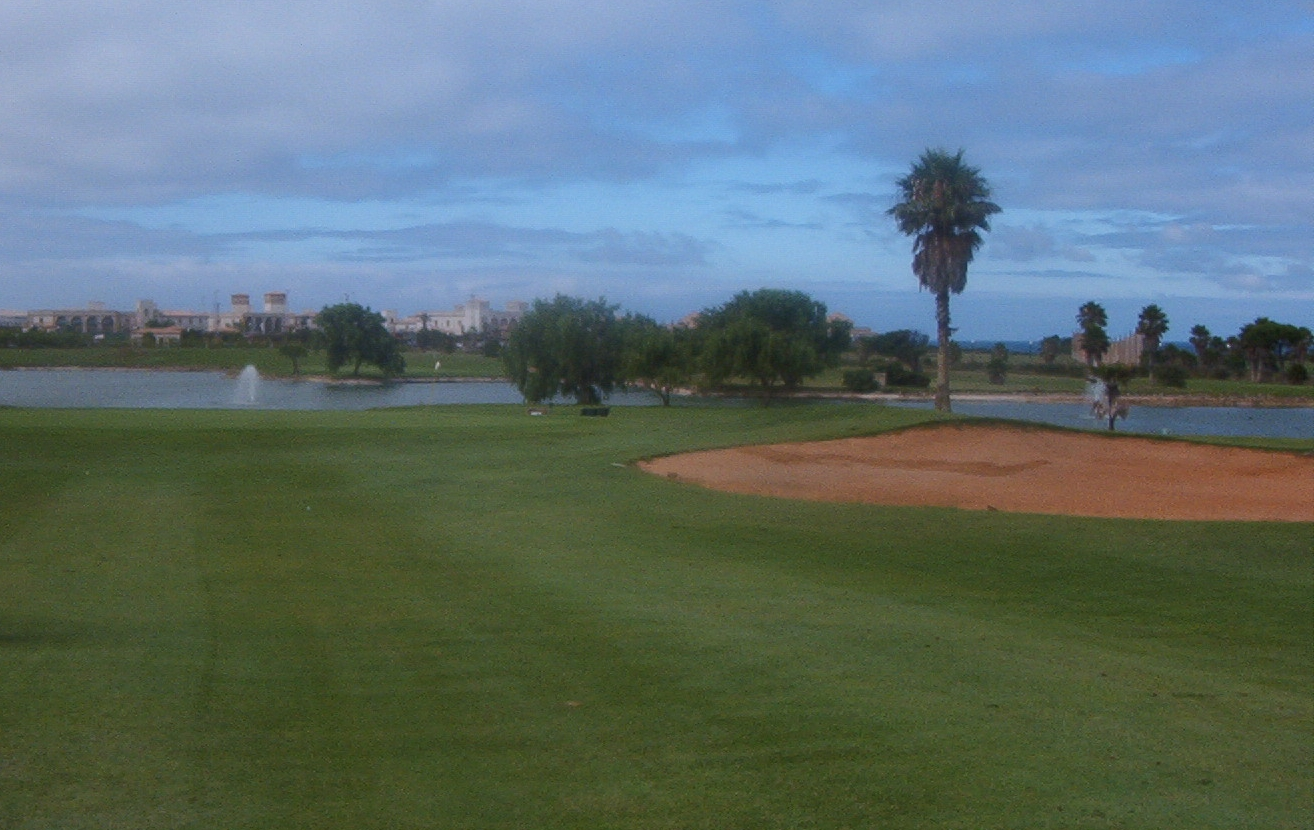
Novo Sancti Petri

El complejo turístico Novo Sancti Petri, situado al sur de la costa, se comunica con el Cabo de Roche. Esta es una urbanización que cuenta con el mayor número de plazas hoteleras en la provincia de Cádiz y en toda la Costa de la Luz. En ella se puede encontrar hoteles de cuatro y cinco estrellas, además de campos de golf, residenciales y centros comerciales.
En 1988 parecía un sueño difícil de realizar, sin embargo con el empeño de un grupo de inversores y profesionales, Novo Sancti Petri se fue confirmando año a año como destino turístico de Golf. A principios de los 90 el Golf en Andalucía parecía estar reservado a la Costa del Sol, sin embargo el tesón y gran trabajo de los profesionales de Novo Sancti Petri lograron que alcanzara la repercusión nacional actual. En diciembre de 1990 fue inaugurada la Casa Club por S.A.R. Don Juan de Borbón. La crisis de principios de los 90 causó enorme perjuicio en las inversiones que se habían llevado a cabo en esta macro urbanización, aún no concluida. Si hay que reconocer el trabajo de una persona, este sería Bernd Stengel, directivo turístico traído de Mallorca de manos del Grupo Royaltur y que fuera director del centro de reservas CORAL durante la Expo 92, quien semana a semana fue haciendo Novo Sancti Petri más visible en el mercado alemán, logrando que comenzaran los vuelos directos desde Alemania a través del cercano Aeropuerto de Jerez. Fue en la segunda mitad de los 90 cuando comenzaron a animarse de nuevo las inversiones y se terminaron proyectos como los cuatro hoteles de Hipotels, Aldiana Andalucía, Meliá Sancti Petri o la ampliación del primer hotel de la urbanización, Royal Andalus Golf y la construcción del complemento perfecto a este, Andalucía Playa.
En la actualidad Novo Sancti Petri cuenta con doce hoteles de 4 estrellas y cuatro de 5 estrellas Gran Lujo. Su Campo de Golf que fue inaugurado en 1990 con 27 hoyos se amplió en 2001 con otros 9, para sumar dos campos de 18 hoyos: Mar y Pinos como recorrido A y centro como recorrido B. Recientemente mediante acuerdo con el Campo de Golf Campano, este se ha sumado a la gestión de Golf Novo Sancti Petri conformándose como el recorrido C.

## Historia

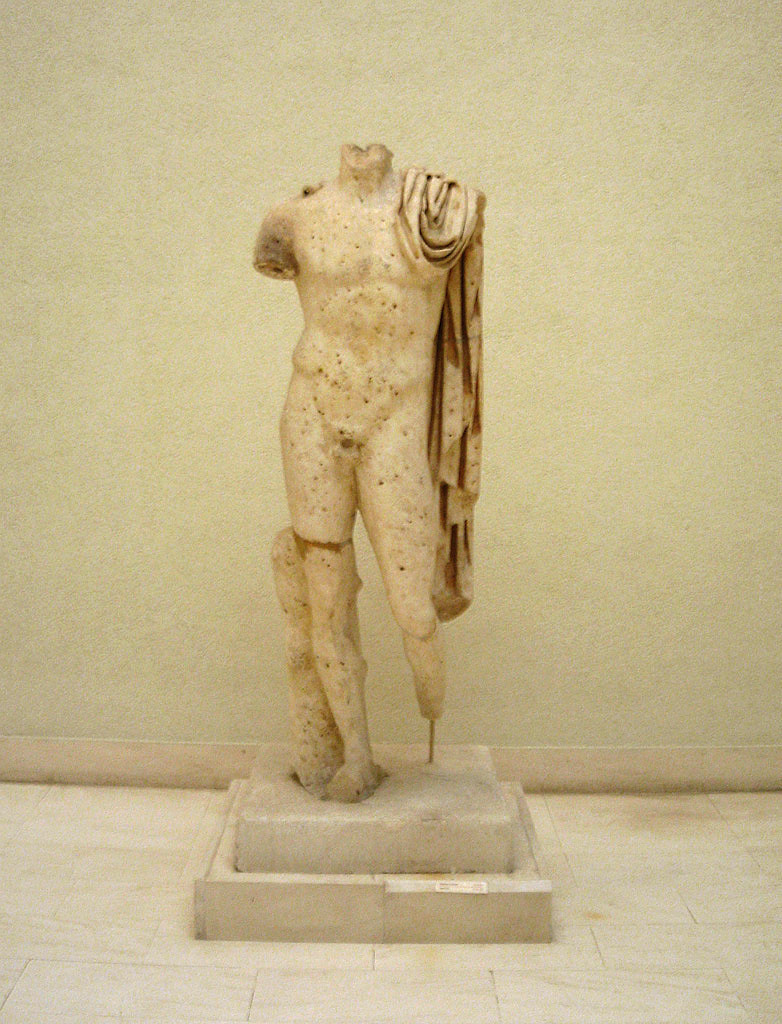
Estatua de mármol de un emperador romano divinizado, Fue hallada en las aguas del islote de Sancti Petri, en San Fernando, en 1905

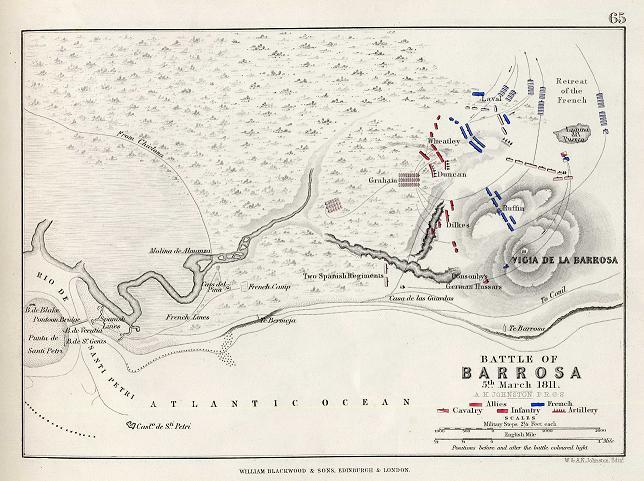
Mapa de la batalla de Chiclana, de la Historia de Europa de Alison (1850)

### Prehistoria, protohistoria, Edad Antigua y Edad Media
La presencia humana en el área de Chiclana se remonta al Paleolítico, como lo acreditan excavaciones realizadas por investigadores de la UCA como José Ramos Muñoz, M. Santoja y M.A. Querol junto con la labor de historiadores como Domingo Bohórquez, la excavación de urgencia propiciado por el bum urbanístico de la ciudad desde la instauración de la democracia en especial en el centro histórico y el litoral (Novo Sancti Petri, Loma del Puerco y La Barrosa) han propiciado junto con el interés por parte de los investigadores en estas tierras el hallazgo de diversos vestigios arqueológicos que manifiestan el rico pasado de la localidad.
En cuanto al pasado prehistórico ha habido un proyecto firme de excavación que por problemas burocráticos consistió tan solo en una fase de excavación (proyecto arqueológico de la Mesa), la mayoría de los hallazgos son producidos por la arqueología de urgencia, actualmente se cree que la colmatación de la bahía gaditana y creación de las marismas han destruido parte de los registros arqueológicos existentes derivando en la ausencia de restos que abarquen la prehistoria reciente, siendo especialmente reseñable los restos de la cultura de los Silos en el yacimiento de El Esparragal.
El mundo protohistórico está marcado por la colonización fenicia, pues en 2006 fueron encontrados en el cerro del Castillo, en pleno centro de la ciudad, detrás de la iglesia mayor de San Juan Bautista, vestigios arqueológicos que ligaban a Chiclana con Gadir, el yacimiento de Doña Blanca y templo de Melkart.
El entorno del cerro del castillo debido a su proximidad con el río Iro le permitió servir como posición estratégica tanto para fenicios, púnicos y romanos (a partir del siglo I a. C.) como demuestran los restos del barrio alfarero romano o las calles empedradas, localizadas en el yacimiento de El Fontanal.
La toponimia Chiclana según varias teorías lingüísticas provendría de Caeciliana, que alude a una villa o cortijo de Época Romana propiedad de un tal Caecilius, y con más razón es este también el origen del nombre de su ciudad hermana de Chiclana de Segura, documentado con anterioridad por haber sido anterior su conquista castellana.
Todas las huellas del pasado protohistórico y de Edad Antigua hallados en Chiclana se encuentran repartidos entre el Museo Arqueológico de Cádiz (las piezas originales) y el Museo de Chiclana (las réplicas).
El pasado medieval en el municipio está registrado a través de una serie de restos de un posible poblado o alqueria musulmana tal y como lo manifiestan los silos hallados. La fundación del municipio se llevó a cabo el 15 de mayo de 1303, cuando el rey Fernando IV de Castilla entregó las tierras chiclaneras a la Casa de Medina Sidonia. Dominio que quedará patente en la ya desaparecida Torre de Guzmán, derrumbada tras la invasión napoleónica.

### Edad Moderna
Durante los siglos XVII y XVIII vivió unos momentos de auge económico provocado por la intensa actividad del puerto de la ciudad de Cádiz en su comercio con América. En 1755, el terremoto de Lisboa de 9,0 grados provocó un fuerte maremoto que afectó a las costas de Chiclana y dejó docenas de muertos.

### Edad Contemporánea
En 1811 las tropas francesas entraron en Chiclana produciendo la batalla de Chiclana, que dejó al menos 2380 muertos.
En 1876 le fue concedido el título de ciudad por el rey Alfonso XII.

### Sucesos importantes
- 1303: Fundación de Chiclana de la Frontera como municipio.
- 1507: Gran aumento de la población de Chiclana que no descenderá hasta 1571.
- 1755: Un maremoto llega a las costas de Chiclana dejando numerosas víctimas mortales.
- 1811: Batalla de Chiclana.
- 1812: La ciudad retoma la vida diaria en libertad.
- 1876: Dan a Chiclana el título de ciudad.
- 1914: Fundación del Sindicato de Obreros Viticultores de Chiclana.
- 1965: Desborda el Río Iro en el centro dejando numerosos daños materiales y varias víctimas mortales.
- 1973: Se disuelve el Consorcio Almadrabero que hace que el Poblado de Sancti Petri se quede con escasa población.
- 1990: Se empieza a construir el Novo Sancti Petri

## Demografía
Chiclana de la Frontera cuenta con una población de 89 794 habitantes (INE 2024).
| Gráfica de evolución demográfica de Chiclana de la Frontera entre 1842 y 2021                                                                                                 |
| |
| Población de derecho según los censos de población del INE Población de hecho según los censos de población del INEEn estos censos se denominaba Chiclana: 1842, 1857 y 1860. |

Aunque la población real de la localidad es más alta debido a que existen muchas personas que habitan en ella, pero que no están empadronadas, por lo que la población podría alcanzar los 100 000 habitantes, sumando las personas que habitan durante los fines de semana y en verano. A todo ello hay que sumar la población flotante, que significa un aumento durante los fines de semana, puentes y, sobre todo, vacaciones, teniendo en cuenta la amplia vocación turística del municipio, así como la enorme cantidad de segundas residencias. En verano, en los momentos más destacados (a mediados de agosto), el número aproximado de personas que pueden darse en Chiclana roza los 300 000 habitantes.

### Área metropolitana
Chiclana es una de las ciudades encuadradas en el área metropolitana de la Bahía de Cádiz-Jerez, queda definida por el Plan de Ordenación del Territorio de Andalucía, Decreto 206/2006, de 28 de noviembre de 2006, como la aglomeración urbana polinuclear formada por Chiclana, Cádiz, Jerez de la Frontera, Puerto Real, El Puerto de Santa María y San Fernando. Tiene una población de 639 656 habitantes (INE 2017), siendo la tercera área metropolitana de Andalucía, tras de las de Sevilla y de Málaga, y la duodécima de España. La mayoría de estos territorios conforman la Mancomunidad de Municipios de la Bahía de Cádiz, institución pensada para fomentar la unión comarcal
No se ha producido el fenómeno de conurbación. El motivo son las barreras geológicas que dividen las localidades, tales como la sierra de San Cristóbal, las marismas, los ríos o el propio mar. Por tanto, no es un área metropolitana totalmente compacta y construida en todo su territorio.

## Patrimonio

### Arquitectura religiosa
- Iglesia de San Juan Bautista (iglesia mayor):

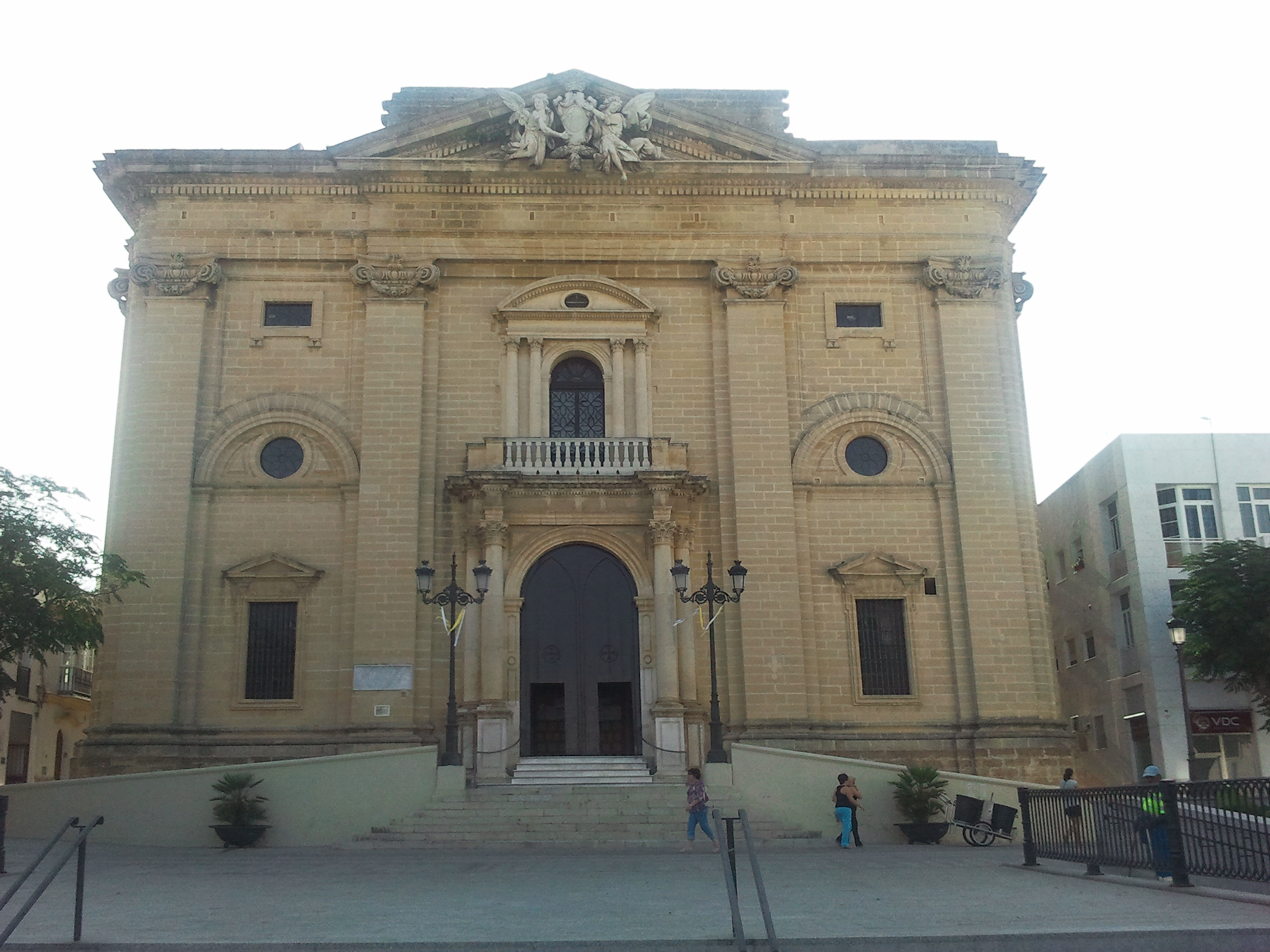
Iglesia Mayor de San Juan Bautista

Obra cumbre del siglo XVIII del neoclasicismo gaditano. Diseñada por Torcuato Cayón y finalizada por su ahijado y discípulo Torcuato Benjumeda. Está construida sobre una iglesia anterior, de la que conserva en una de sus capillas un retablo flamenco del siglo XVI. Cuenta con tallas de gran valor y varios cuadros de la escuela de Zurbarán. Es aquí donde se encuentra el icono de San Juan Bautista (Patrón de la ciudad), talla genovesa de Francesco María Maggio que data del siglo XVIII, en torno 1750. La iglesia está catalogada como Bien de Interés Cultural según publicación aparecida en el BOE en el año 1975.
- Ermita de Santa Ana:

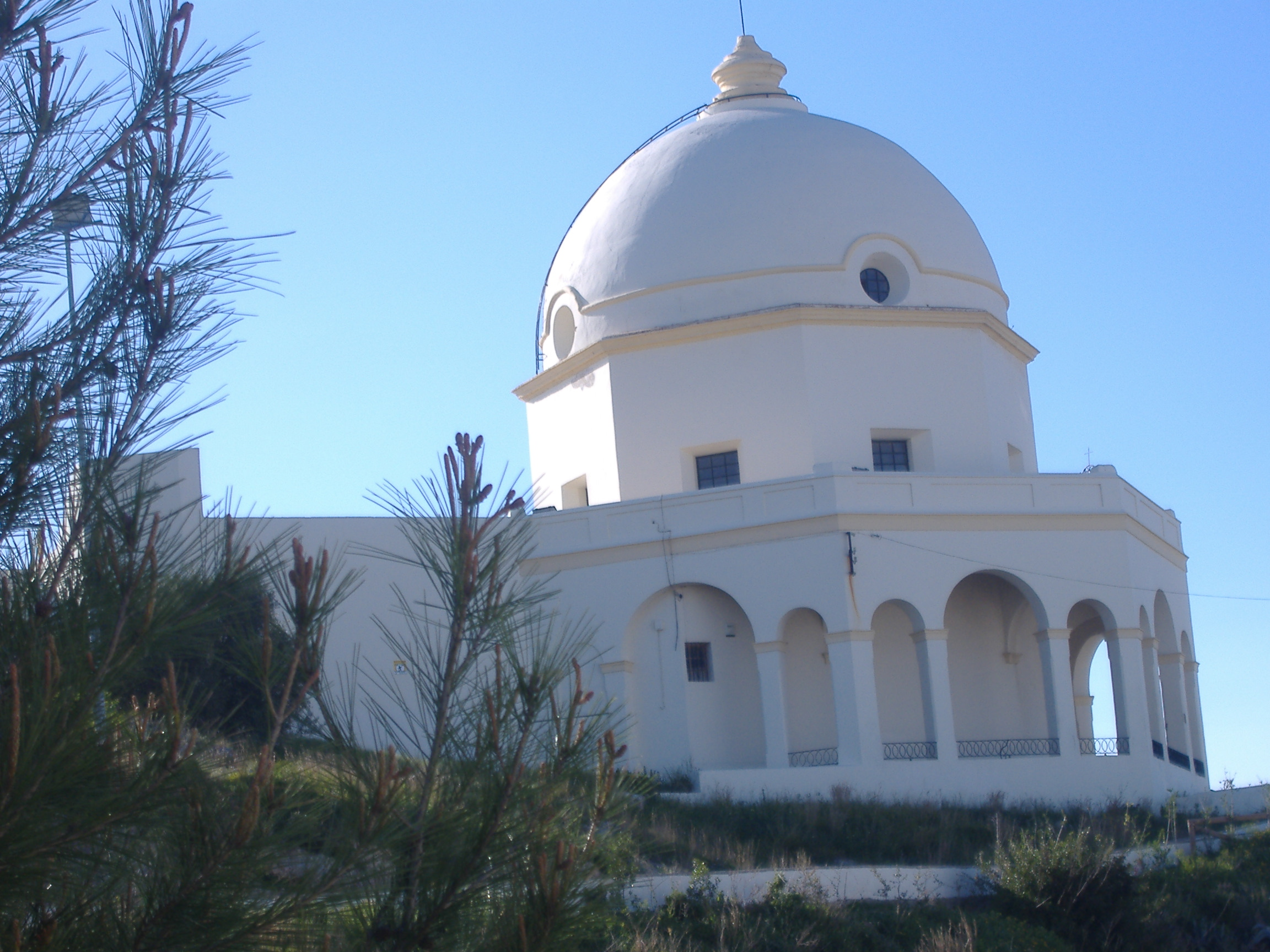
Ermita de Santa Ana

 icono visual de la ciudad, considerado uno de los 7 Puntos Mágicos de Chiclana, se sitúa en el punto más alto de la misma y es visible a varios kilómetros a la redonda. Fue construida por Torcuato Cayón en el siglo XVIII. Es una original capilla octogonal, rodeada de un pórtico de arcada ochavada. Su interior alberga el icono de Santa Ana y la Virgen Niña, tallada por el genovés Domingo Giscardi en el siglo XVIII.
- Convento de Jesús Nazareno:

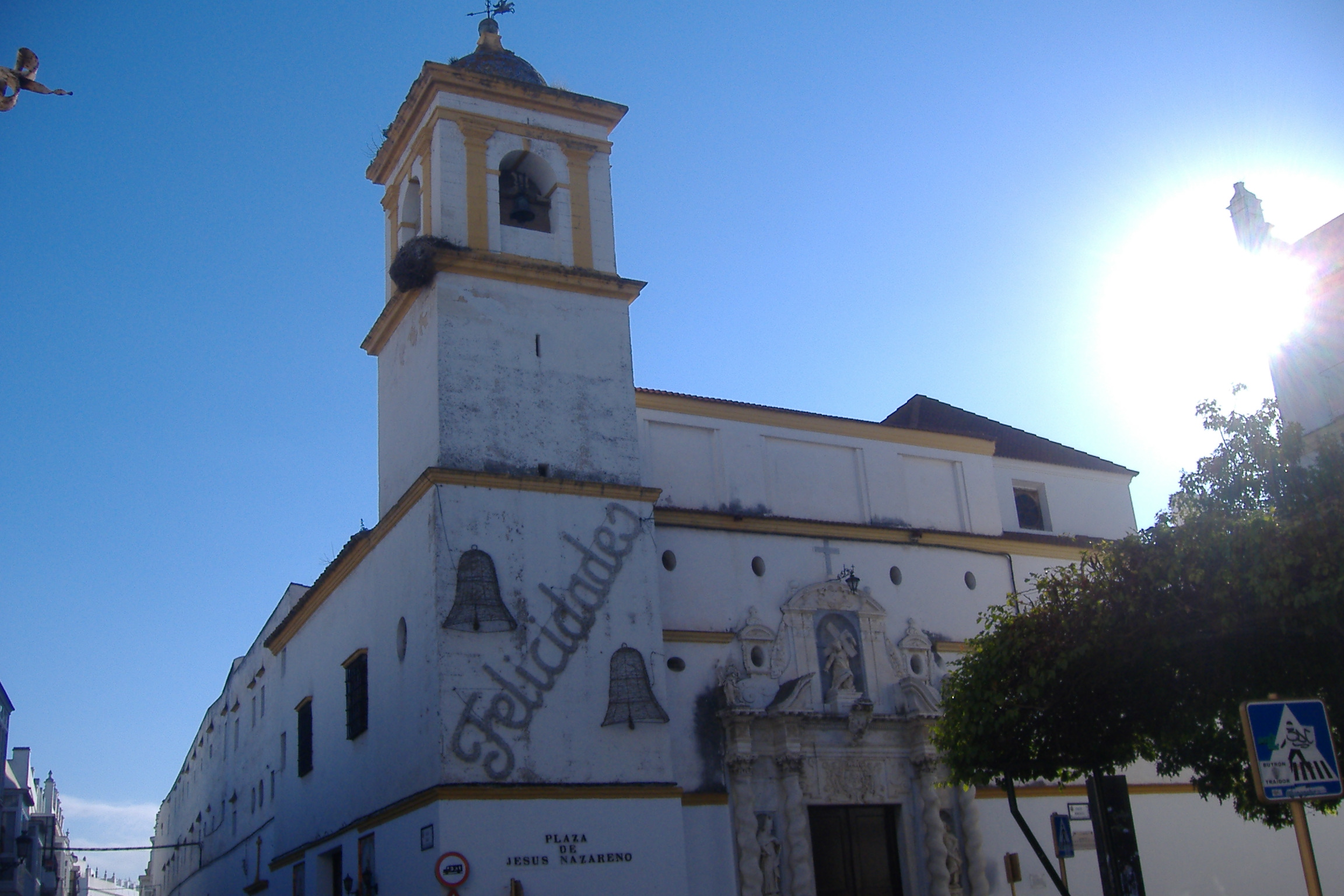
Convento de Jesús Nazareno

 Este edificio barroco del siglo XVII, fue fundado por la Madre Antonia de Jesús en el año 1666, cuenta con una bella portada barroca de mármol blanco con destacadas columnas salomónicas, realizada en Italia hacia 1690. En su interior se encuentra la talla procesional de Jesús Nazareno, del siglo XVI. En la clausura del convento se encuentra el icono del Divino Indiano, talla de procedencia americana que en el siglo XVII fue donada al convento por un acaudalado gaditano para que presidiese el retablo mayor de la iglesia.
- Iglesia de la Santísima Trinidad (San Telmo):

Fue construida en el siglo XVII. En su interior destaca especialmente su altar mayor, de estilo barroco en madera dorada, fechado en 1740, presidido por el icono de Nuestra Señora de los Remedios (Patrona de Chiclana). En el exterior sobresale la espadaña angular de concepción muy singular.
- Iglesia de San Sebastián: del siglo XVI:

Se encuentra junto al puente de los Remedios. Esta iglesia ha sufrido varias reformas a lo largo de su historia. En el atrio destaca el monumento dedicado a Antonio Cabrera, prestigioso orador, científico y botánico.
- Ermita de la Vera-Cruz Capilla del Santo Cristo:

Es el edificio religioso más antiguo de la ciudad, data de finales del siglo XV, en su interior alberga la cofradía de la Vera Cruz, cuyo titular es el Santo Cristo de la Vera Cruz, a la que se atribuye origen mexicano, que en ocasiones salió en procesión como rogativa de lluvia en tiempo de sequía. La fachada actual de la iglesia, producto de las numerosas reformas que ha sufrido a lo largo de su historia es de gran sencillez. Destacan su atrio enrejado y la enorme cruz que lo preside.
- Hospital de San Martín:

Data del siglo XVI. Pese a que ha sido objeto de varias reformas, este antiguo edificio conserva en su interior la capilla del Sagrado Corazón, con varios retablos barrocos. Actualmente, este edificio forma parte del colegio Niño Jesús.
- Parroquia de nuestra señora de Europa:

edificio religioso situado en la urbanización Novo Sancti Petri, creada el 30 de julio de 2006. Fue proclamada por el obispo de Cádiz. Presenta un aspecto
arquitectónico moderno.

### Arquitectura civil

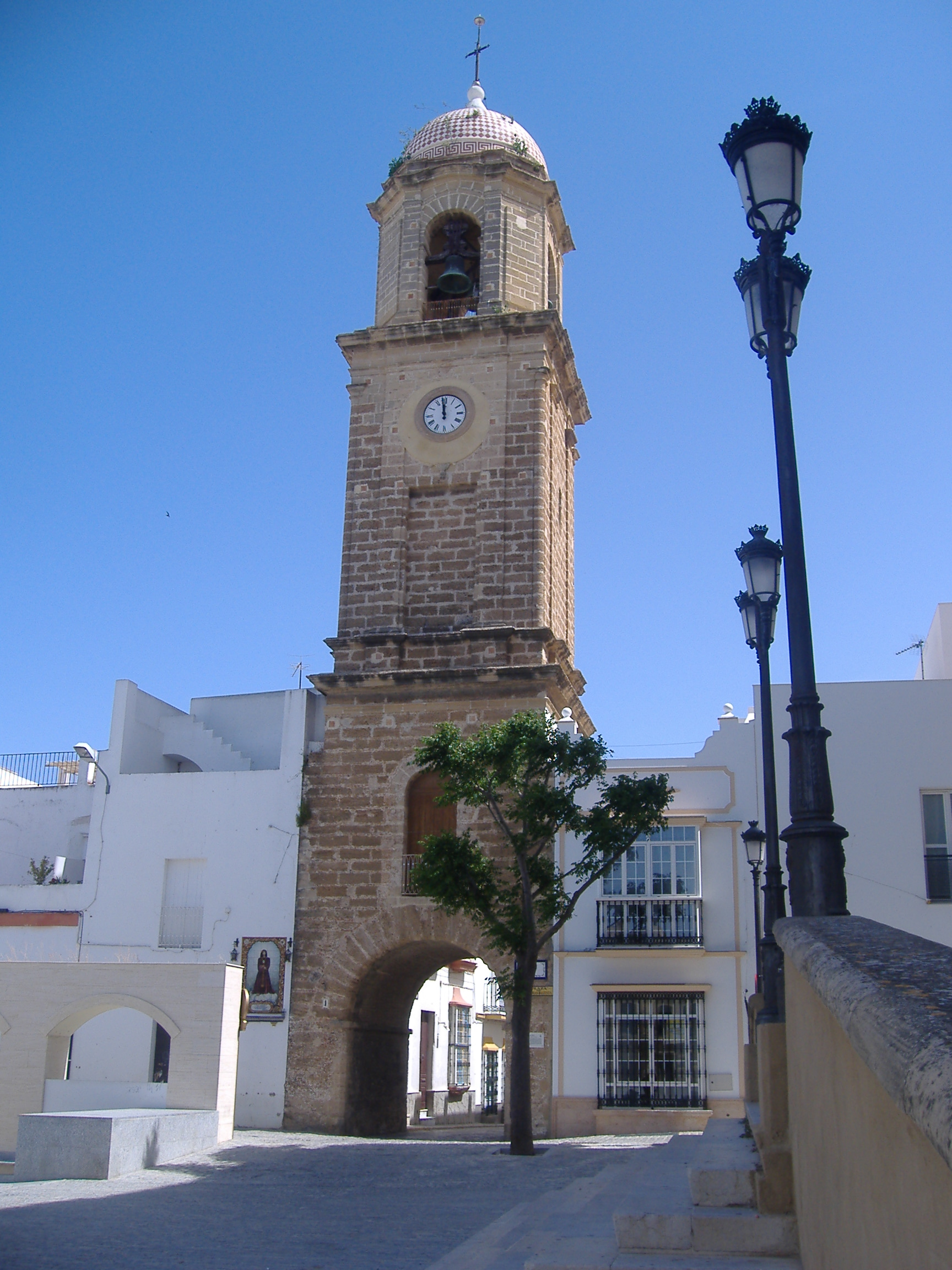
Torre del Reloj (plaza Mayor)

- Torre del Reloj: conocido popularmente como Arquillo del Reloj, es uno de los edificios más emblemáticos de Chiclana. se construyó en el siglo XVIII sobre una de las antiguas puertas de la Villa, que en su origen formaba parte del antiguo Cabildo. Por carecer la cercana iglesia de San Juan Bautista de torre campanario, al estar inconclusa la construcción de dos torres campanarios, se le atribuyó a la Torre este uso religioso.

Construida en piedra ostionera consta de cuatro cuerpos: la base donde se recorta el arco de medio punto que da acceso a la plaza, el cuerpo principal donde se halla el mecanismo del reloj, el cuerpo de campanas de forma octogonal y por último la Cúpula en volumen semiesférico que se remata con cruz latina forjada.
Se encuentra ubicada en la plaza Mayor, formando junto con la iglesia de San Juan Bautista un bello marco monumental de gran interés para el visitante.
- Torre Bermeja: torre defensiva que se encuentra en la playa de la Barrosa.
- Torre del Puerco: data del siglo XVI, aunque posteriormente fue utilizada para funciones de guerra en la Batalla de la Barrosa, que tuvo lugar el 5 de marzo de 1811.
- Casa Consistorial: el Ayuntamiento de Chiclana de la Frontera, fue de los primeros edificios construidos con hormigón armado en España, aunque está construido sobre la casa-palacio de don Alejandro Risso, que data del siglo XVIII. En 2011 fue inaugurado el nuevo edificio por el presidente de la Junta de Andalucía, José Antonio Griñan. El nuevo edificio, construido sobre el anterior, cuenta con 4000 m cuadrados construidos, divididos en cuatro plantas. Un edificio amplio, moderno y adaptado a las necesidades de la administración local, dispuesto para dar respuesta a la Chiclana del siglo XXI.

La intervención en la Casa Consistorial ha consistido en la demolición de las edificaciones originales obsoletas y añadidos sin interés arquitectónico, de forma que solo se han conservado la fachada principal, de carácter clasicista, así como la primera crujía, que es la única que cuenta con interés histórico, y la escalera imperial, que refuerza su presencia al servir de nexo de unión entre las funciones públicas más representativas como es el salón de plenos y la sala de usos múltiples de la planta baja.
- Cementerio Mancomunado Bahía de Cádiz, que actualmente ofrece un itinerario turístico.[28]

#### Casas-palacios
En el centro histórico de la ciudad se puede contemplar una buena muestra de arquitectura neoclásica e isabelina, con casas que han pertenecido a la nobleza y a la alta burguesía gaditana, debido al enriquecimiento de la zona durante el comercio con América desde la capital. Entre las Casas-palacios de la ciudad destacan algunas especialmente importantes como:

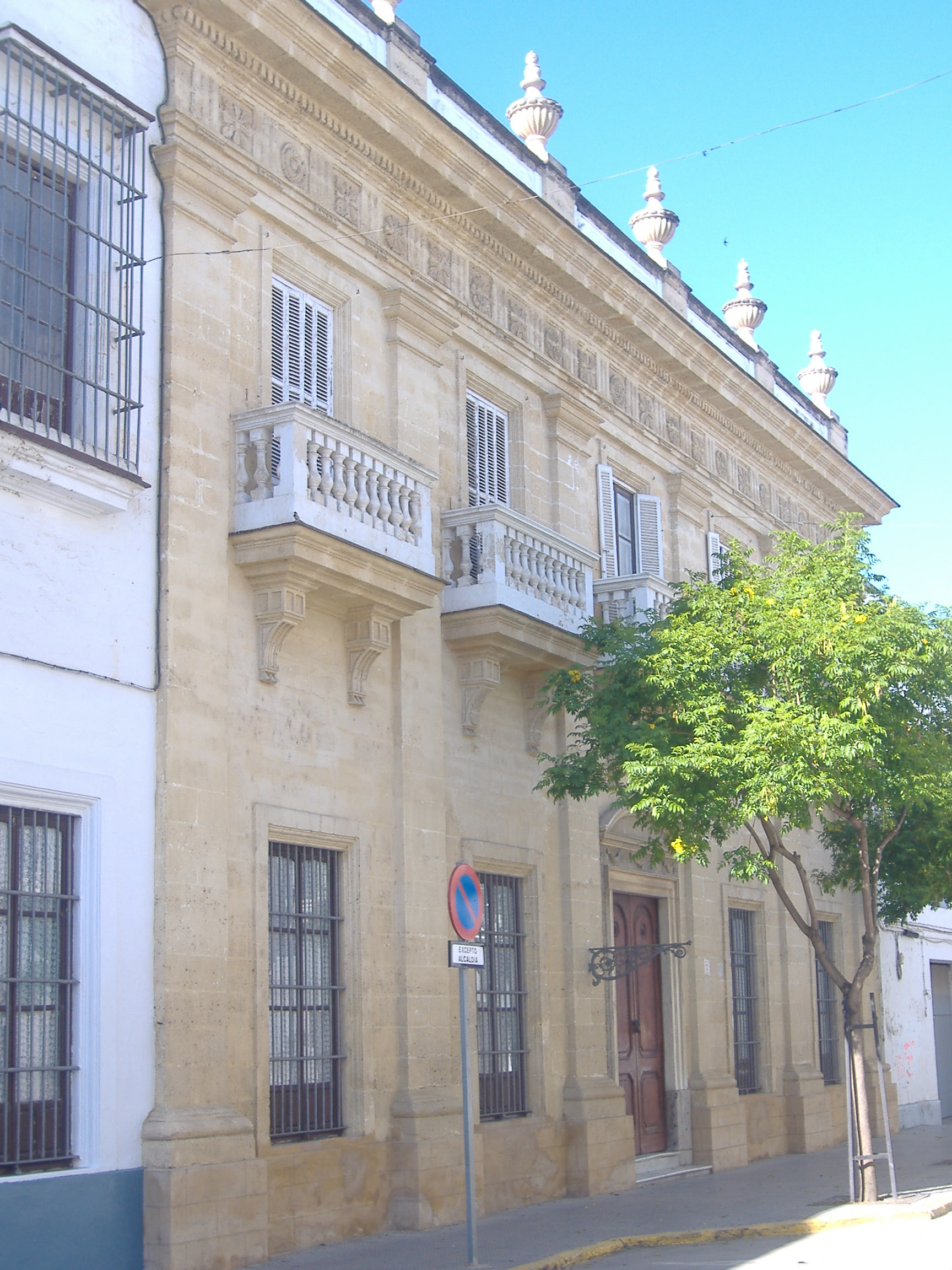
Casa-palacio del Conde de las Torres

- Casa-palacio del Conde de Torres, Casa-palacio del Conde de las Torres situada en la plaza del Retortillo de esta ciudad, nominada así en honor a José de Retortillo, Conde de Torres según título nobiliario concedido en 1738 por el entonces monarca reinante Felipe V. Palacete de dos pisos de altura y planta trapezoidal que se levanta durante el último tercio del siglo XVIII. Con influencias estilísticas del estilo neoclásico propio de la época, el edificio cuenta también con elementos decorativos del barroco. Actualmente la Casa tiene cedida parte de su jardín privado a la ciudad, que lo mantiene como zona verde para uso público.

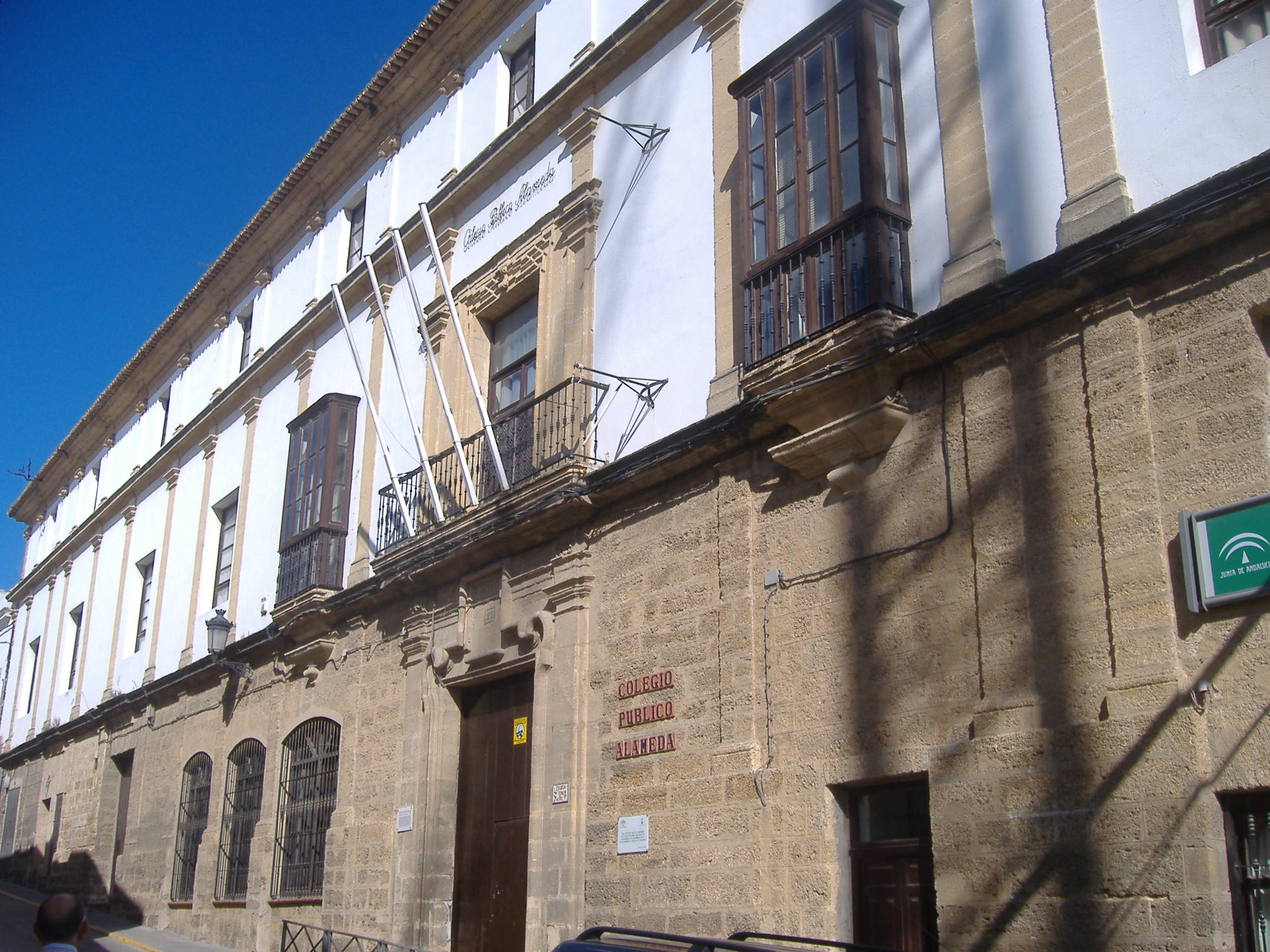
Chiclana Casa del Conde del Pinar

- Casa-palacio del Conde del Pinar, Chiclana Casa del Conde del Pinar se levanta en la céntrica calle Fierro, llamada así en homenaje a Marcos del Hierro, I conde del Pinar, importante personaje de origen francés que llega a la ciudad de Cádiz atraído como tantos otros por su expansión económica como consecuencia de su actividad comercial con América. Construida durante el siglo XVIII, muestra la evolución del estilo barroco al neoclásico, mezclando elementos de ambos estilos. Presenta al exterior una alta fachada de tres plantas de altura que se estructuran según pilastras de piedra entre las que sitúa los huecos exteriores que arrancan de una planta baja realizada toda ella en piedra ostionera a modo de zócalo de base. En el interior destaca un patio de planta cuadrada con columnas y suelo de mármol, así como la original escalera de acceso a la zona superior. Actualmente cuenta con dependencias municipales para actividades culturales y otras de tipo docente como sede del colegio público Alameda.
- Casa-palacio del Conde de las Cinco Torres, se encuentra en el centro de la ciudad, en la calle García Gutiérrez, dentro de lo que a mediados del siglo XIX se dominó barrio de San Alejandro, surgido alrededor del antiguo Hospicio de San Alejandro y su capilla, hoy desaparecidos, que se ubicaba en el solar donde actualmente se encuentra el edificio del ayuntamiento. La Casa en cuestión constituye quizás el mejor ejemplo de palacete neoclásico de la ciudad, construido durante el siglo XVIII en el momento de mayor auge económico de la capital, Cádiz, y que como consecuencia se expandió a las poblaciones próximas a ella como es el caso de Chiclana. Al exterior presenta una magnífica fachada realizada en piedra organizada en dos plantas de altura y cinco calles verticales, con un planteamiento perfectamente simétrico y un indudable toque de monumentalidad.
- Casa Briones, ubicada en la plaza Mayor y dentro del conjunto arquitectónico de la ciudad, la Casa de los Briones o Casa Briones es uno de los ejemplos más hermosos de las construcciones del siglo XVIII. Este edificio se atribuye al arquitecto neoclásico Torcuato Cayón.
- La plaza Mayor, es el espacio público más antiguo y de mayor interés histórico de Chiclana. Era el centro urbano de la villa y durante los siglos XV al XVIII, estuvieron situadas alrededor de la plaza las Casas Consistoriales, la única parroquia y la cárcel. También se fueron asentando las familias pudientes de la vida política y económica de la villa. Durante el XVIII, siglo de gran prosperidad, se erigieron varias construcciones que han perdurado en el tiempo hasta la actualidad. Uno de los ejemplos más hermosos es la Casa Briones.

La mayor parte del patrimonio inmueble de la ciudad se debe a la obra de Torcuato Cayón de la Vega (1725-1783), considerado como el artista que marca la transición entre la arquitectura barroca y la neoclásica, realizó otras obras como la ermita de Santa Ana (1772-1774) o el nuevo proyecto de la parroquia de San Juan Bautista.

### Casco urbano

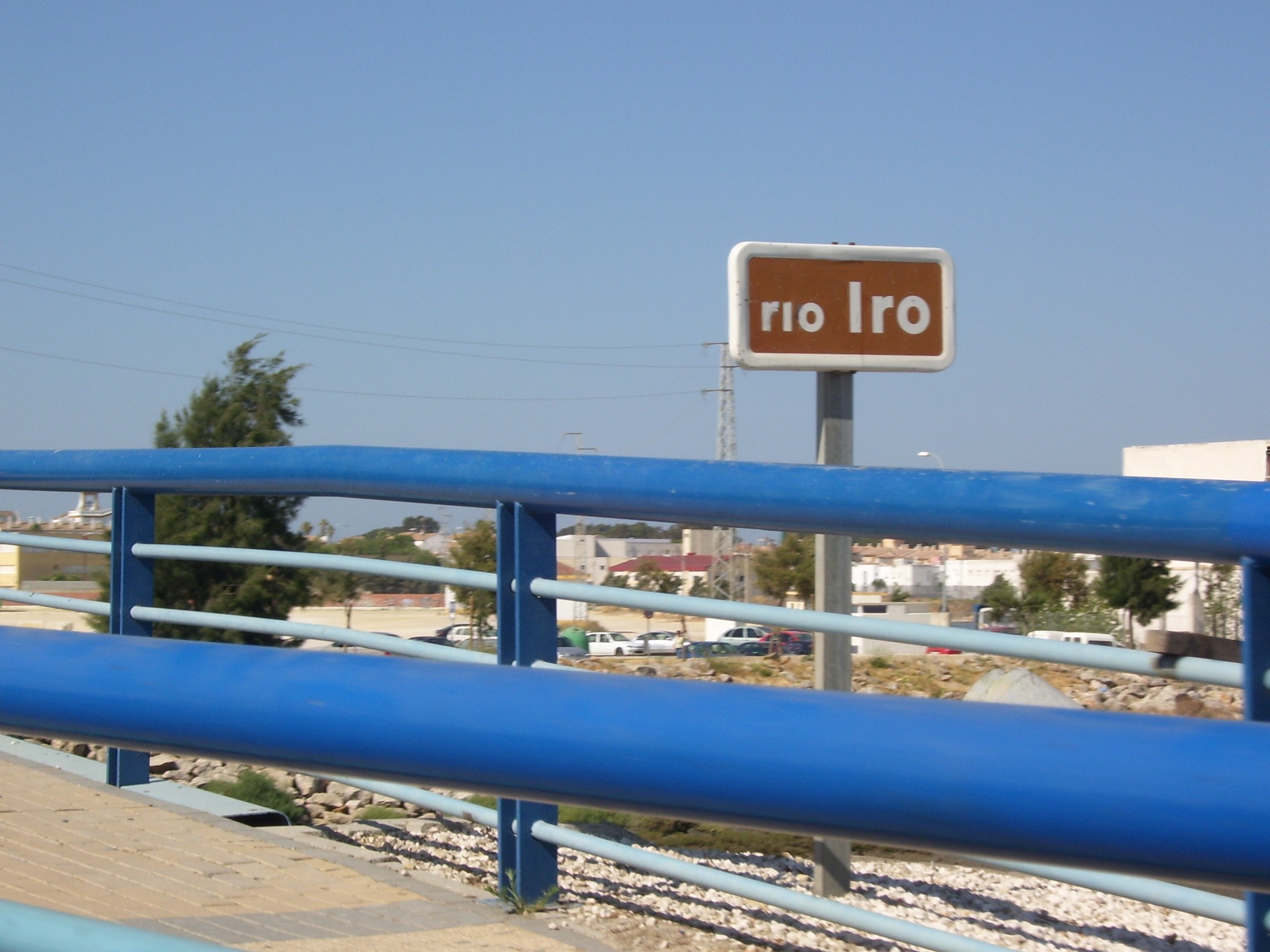
Río Iro

El casco urbano de Chiclana, declarado Bien de Interés Cultural por la Junta de Andalucía, se encuentra dividido en dos partes, separadas por el río Iro: La Banda y El Lugar. Antiguamente entre las dos orillas del río existía una gran rivalidad que provocaba enfrentamientos entre sus habitantes.
- La Banda. Esta zona urbana posee una arquitectura más moderna, aunque se puede observar algunos edificios consistoriales y religiosos muy significativos, destacando la parroquia de San Sebastián, del siglo XVI o el convento de las hermanas de la cruz (calle de Sor Ángela de la Cruz). También se encuentra en La Banda la Casa de Vélez, situada en la calle Virgen del Carmen, que destaca por su fachada de azulejos de cerámica chiclanera y sus balcones con rejas de hierro. Este estilo de arquitectura es muy abundante en muchas calles de esta zona. Se puede encontrar también algunas bodegas, como El Carretero (calle de Santa Ángela de la Cruz); Vélez (calle de la Soledad); San Antonio (calle Sol), etc. También interesante es el Museo Taurino Paquiro, dedicado a este célebre torero nacido en Chiclana en el siglo XIX.
- El Lugar. se encuentran los principales edificios religiosos de la ciudad, así como grandes casas nobiliares, debido a que esta zona fue la que más se enriqueció con la nobleza y la alta burguesía comercial gaditana establecida en Chiclana en el siglo XVIII durante el comercio con América desde Cádiz.

En cuanto a los edificios religiosos, destacan la parroquia de San Juan Bautista y la ermita de Santa Ana, del siglo XVIII; el convento de Jesús Nazareno y la parroquia de la Santísima Trinidad (San Telmo), del siglo XVII; la capilla del Santo Cristo (edificio religioso más antiguo de Chiclana, del siglo XV); el Hospital de San Martín (siglo XVI), etc.

### Puentes

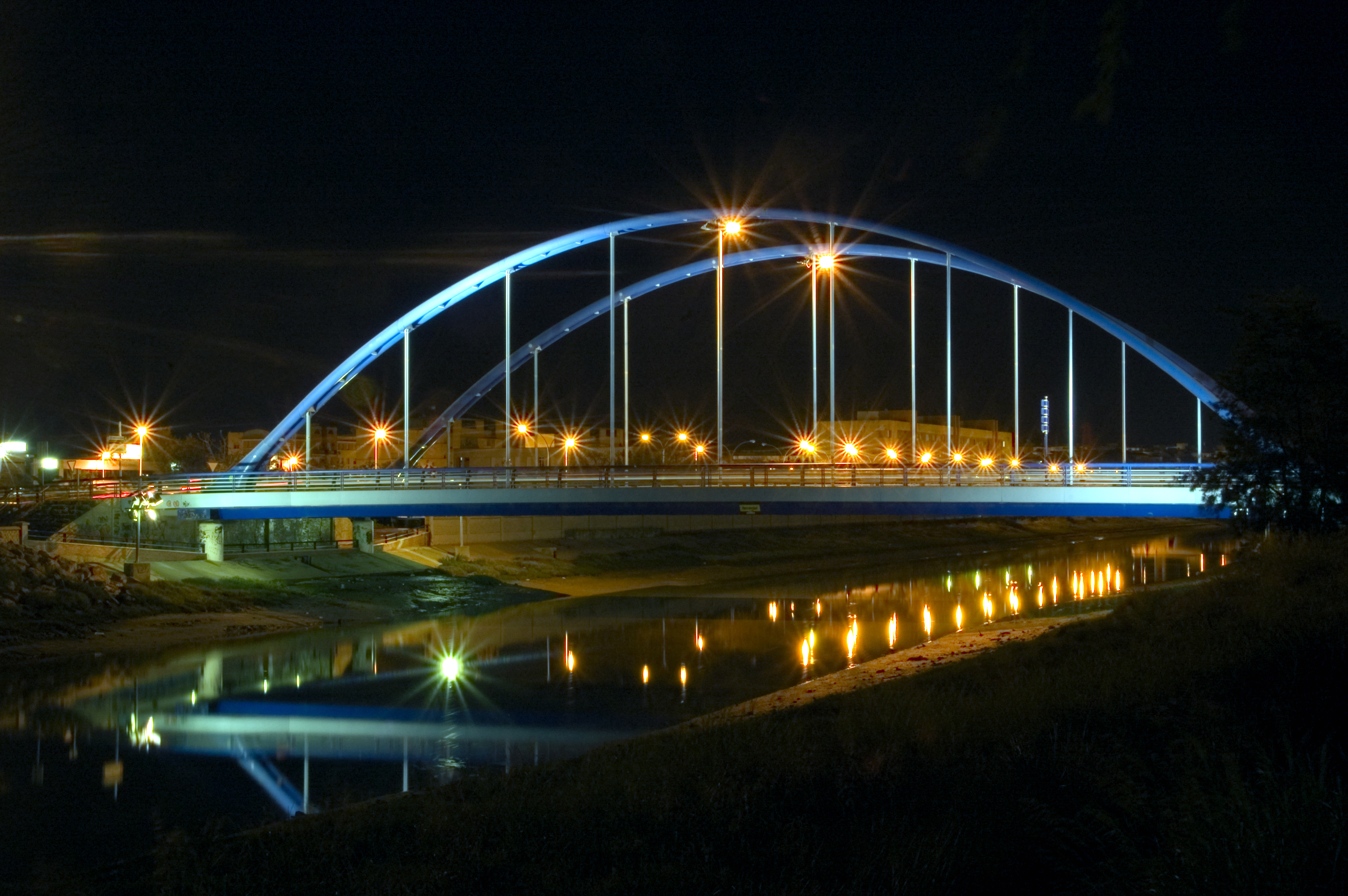
El puente del VII Centenario conecta La Banda y el Lugar en el noroeste de la ciudad

La Banda y El Lugar se encuentran unidas por varios puentes. El más antiguo es el puente de Nuestra Señora de los Remedios, construido sobre uno anterior llamado Puente de Isabel II que, al encontrarse en mal estado, tuvo que ser sustituido por el actual, que lleva el nombre de la patrona de la ciudad, la Virgen de los Remedios. Otros puentes que cruzan el Iro son el puente Chico y el puente del VII Centenario (Puente Azul), construido a finales del siglo XX, poco antes de que la ciudad celebrara sus 700 años de historia, o las pasarelas de El Arenal y la del campo de fútbol. El más moderno de la ciudad, es el puente de la Concordia (en la zona del Pilar), que une la carretera de Medina con la avenida Reyes Católicos.

## Servicios

### Educación
Chiclana cuenta con 17 colegios de educación infantil y primaria, 5 centros concertados, 6 institutos de educación secundaria y bachillerato, 4 escuelas infantiles, 13 centros de solo educación infantil, 2 escuelas de música, 2 escuelas de idiomas.

### Comunicaciones
El municipio de Chiclana está situado en el sur del área metropolitana de la Bahía de Cádiz-Jerez, región que cuenta con buenas carreteras, líneas férreas, instalaciones portuarias (Puerto de la Bahía de Cádiz) y un aeropuerto (Aeropuerto de Jerez).

#### Carreteras

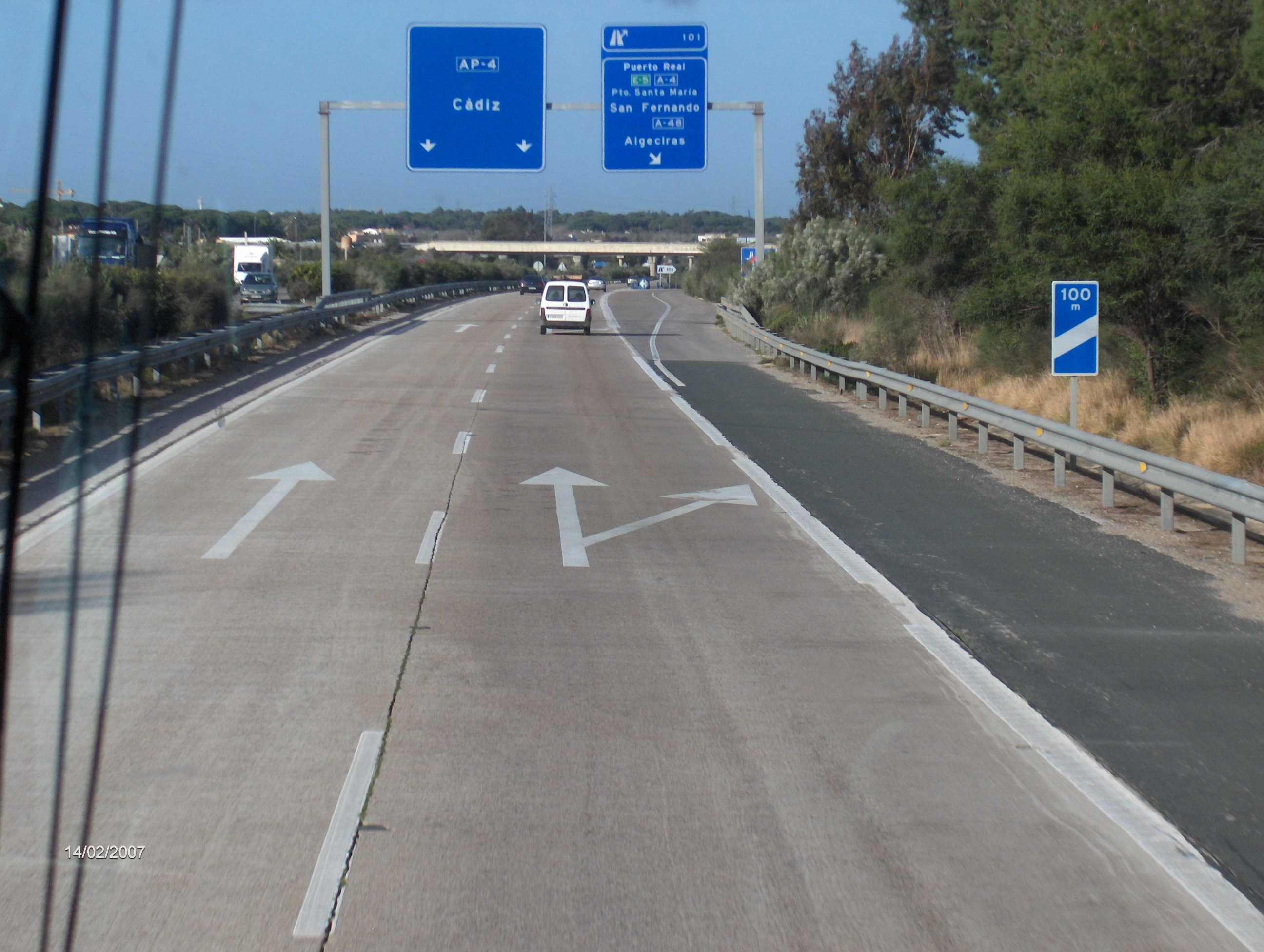
Autopista AP-4, salida hacia Chiclana

- AP-4 (Autopista del Sur) por Puerto Real (20 km) enlaza con Jerez de la Frontera y Sevilla (40 y 124 km respectivamente).
- E05-A-4 (La Autovía del Sur), antiguamente llamada Autovía de Andalucía, es una de las seis autovías radiales de España, parte de la Ruta europea E05; y la principal vía de comunicación entre el centro y el sur de la península ibérica. Entre Sevilla y Cádiz no existe autovía, sino que debido a que entre las dos ciudades hay una autopista de peaje, tanto la autovía como la ruta europea E-05 queda relegada a ella.
- La A-48 (Autovía Costa de la Luz), además de unir la ciudad con Cádiz y San Fernando, comunica a la ciudad con Conil de la Frontera, Vejer de la Frontera, Tarifa y Algeciras, donde comienza la Autovía del Mediterráneo E15-A-7: Algeciras-Málaga-Almería-Murcia-Alicante-Valencia-Barcelona. En espera de la finalización del tramo Vejer de la Frontera-Algeciras:
- E05-N-340: Vejer de la Frontera-Tarifa-Algeciras
- N-350: acceso sur al puerto Bahía de Algeciras
- N-357: acceso norte al puerto Bahía de Algeciras
- A-390 (Chiclana – Medina Sidonia), enlaza con la autovía Jerez – Los Barrios A-381 (conecta la AP-4) (Autopista del Sur) con la Autovía del Mediterráneo E15-A-7
- CA-2022 (Chiclana - Pago del Humo - Naveros) enlaza con la C-342 (Arcos de la Frontera - Barbate)

Enlaces con la A-48 (Autovía Costa de la Luz) (todas direcciones) por carretera de las Lagunas (salida 10) y por carretera Loma del Puerco (salida 15).

#### Ferrocarril

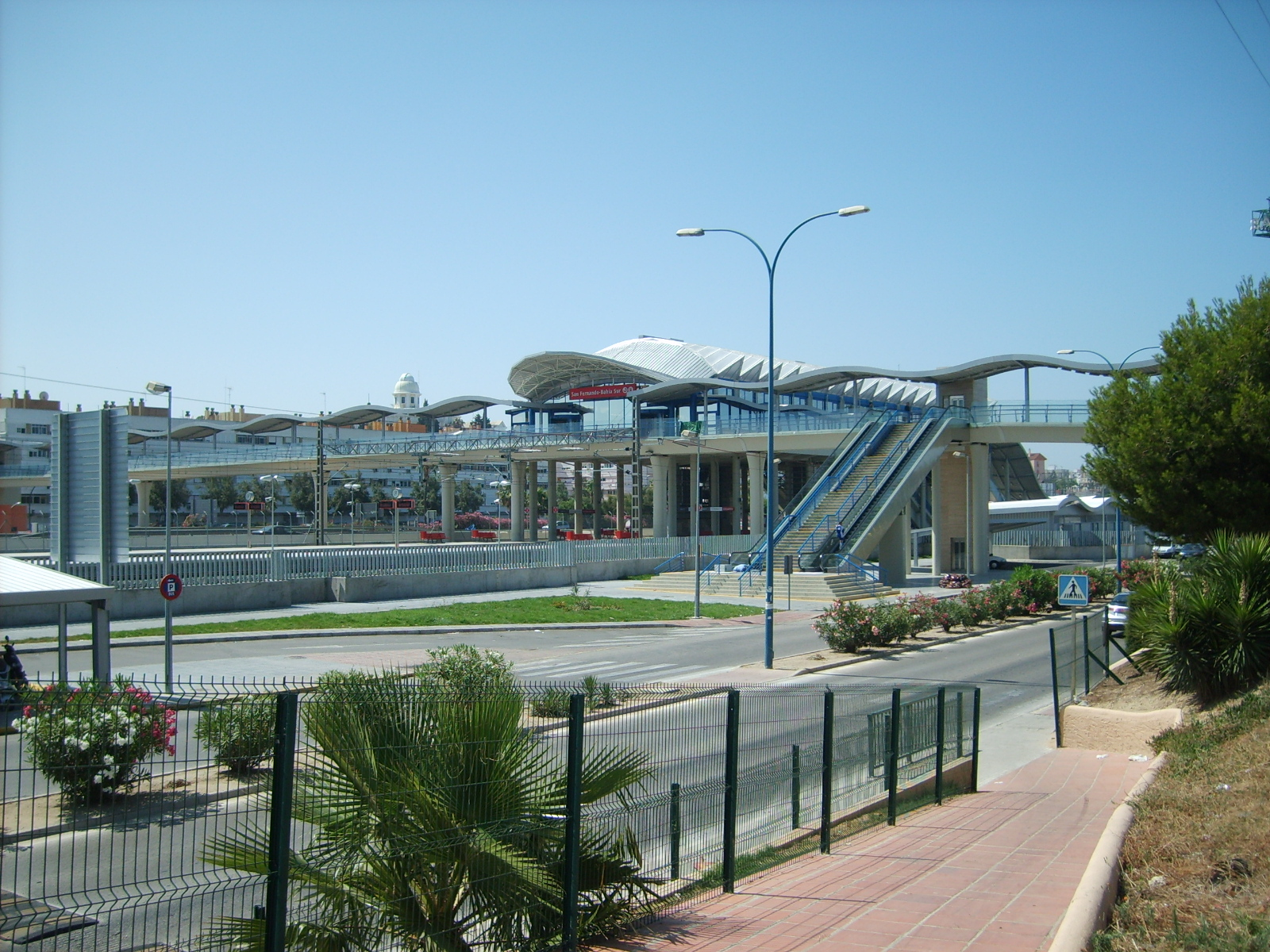
La Estación de San Fernando-Bahía Sur, a 9 km de Chiclana

A pesar de que Chiclana no cuenta con estación de ferrocarril de Media y Larga Distancia, la estación más cercana es la estación de San Fernando-Bahía Sur, a tan solo 9 km, pudiendo hacer transbordo en autobús con la M-120 (Chiclana-San Fernando, con salidas cada 30 min) y, por supuesto, Cádiz, la capital de provincia, a unos 25 kilómetros, pudiendo hacer transbordos mediante el Tranvía Metropolitano de la Bahía de Cádiz o en autobús con la M-020 (Chiclana-Cádiz), con salidas cada 30 minutos.
Tranvía metropolitano de la Bahía de Cádiz

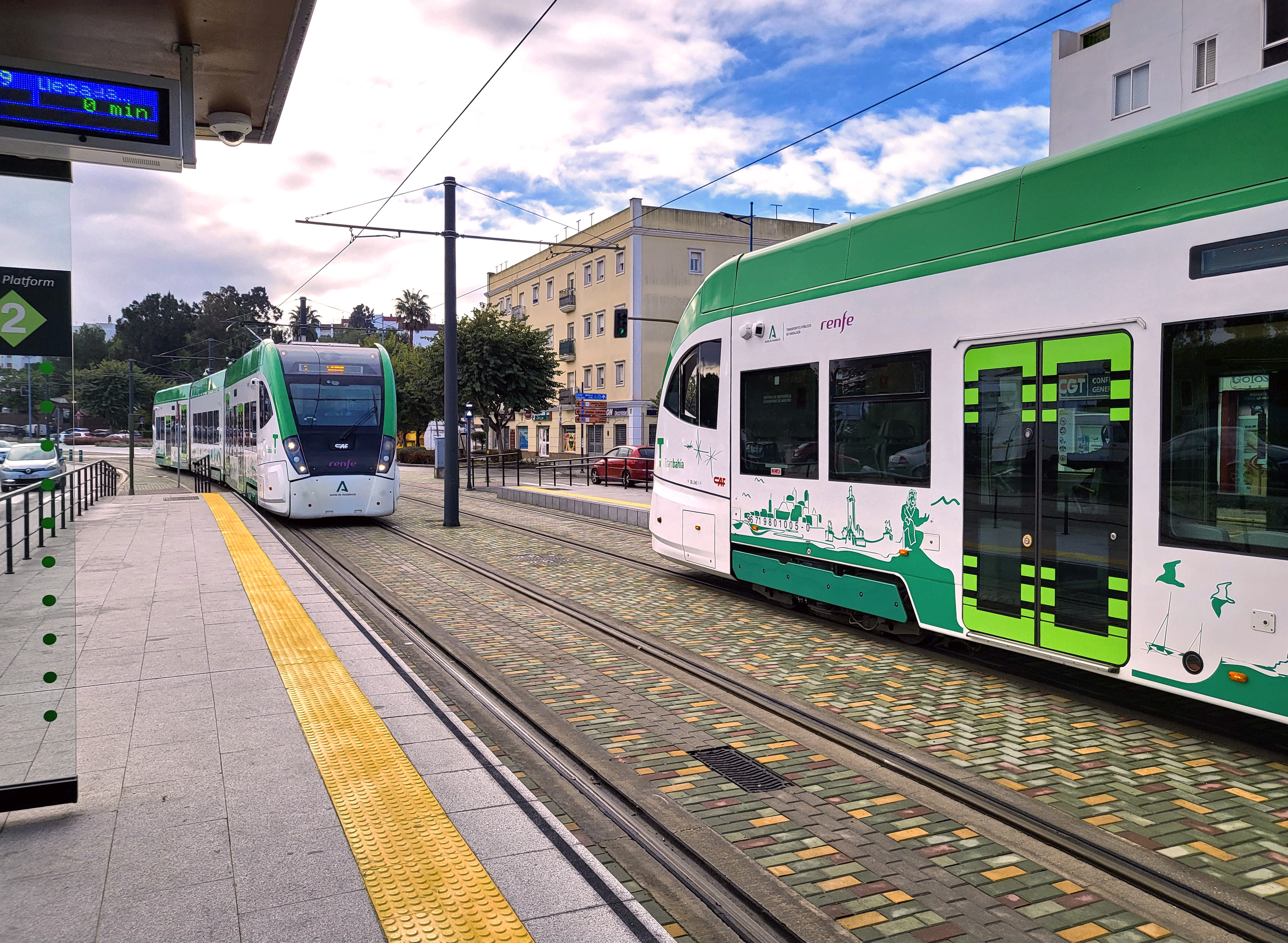
Estación Reyes Católicos en Chiclana

Paradas Trambahía

La localidad de Chiclana está conectada directamente con la línea ferroviaria a través de la La Línea 1 del tranvía metropolitano de la bahía de Cádiz. Esta línea une la ciudad con Cádiz y San Fernando atravesando la ciudad desde el polígono la Hoya, donde se ubican las cocheras, a través de la avenida Reyes Católicos y Mendizábal, hacia Alameda de Solano y la avenida del Mueble, desde donde discurre en paralelo a la autovía hasta San Fernando (con una parada en el polígono Tres Caminos, en el término municipal de Puerto Real), atravesando San Fernando por la céntrica calle Real, con siete paradas.
Además, el tranvía une Chiclana con Puerto Real, El Puerto de Santa María, Jerez de la Frontera y Aeropuerto de Jerez gracias al transbordo en las Estaciones Río Arillo (donde paran todos los trayectos) y en las paradas que discurren por Cádiz Capital, todas ellas comunicadas con Cercanías de RENFE.
Este sistema de transporte tiene la capacidad de circular por las vías de ferrocarril en el tramo urbano de Cádiz, por donde va soterrado, y entre esta ciudad y San Fernando, hasta el intercambiador de ferrocarril en la estación de Río Arillo, que permite transbordar entre tranvía y tren de cercanías.

#### Autobús
Autobús urbano
La empresa adjudicataria del transporte urbano en Chiclana desde 1971, es Belizón y Rodríguez, S.L.
| Línea | Trayecto                                    | Recorrido |
| ----- | ------------------------------------------- | --------- |
| 1     | Solagitas-Centro                            | 1         |
| 2     | Fuente Amarga-Centro                        | 2         |
| 3     | Pago del Humo-Centro                        | 3         |
| 4     | Mayorazgo-Centro                            | 4         |
| 5     | Panzacola-Centro                            | 5         |
| 6     | Centro-Carboneros-Los Gallos                | 6         |
| 8     | Centro-La Barrosa-Novo Hoteles              | 8         |
| 9     | Centro-Huerta del Rosario                   | 9         |
| 10    | Centro-Pinar de los Franceses               | 10        |
| 11    | Centro-Sancti Petri-La Barrosa-Novo Hoteles | 11        |
| 15    | Centro-Mancomunado                          | [ 36 ]    |

Líneas especiales verano
| Línea | Trayecto                                                      | Recorrido |
| ----- | ------------------------------------------------------------- | --------- |
| 7     | Fuente Amarga-La Barrosa-Fuente Amarga                        | 7         |
| 12    | Solagitas-La Barrosa                                          | 12        |
| 13    | Los Barrancos-Panzacola-Campo de fútbol-Carboneros-La Barrosa | 13        |
| 14    | NOCTURNOS: Centro-La Barrosa-Novo Sancti Petri                | 14        |
| 16    | LÍNEA AZUL: Novo Sancti Petri-La Barrosa-Sancti Petri         | 16        |

Autobús metropolitano
- M-020 Cádiz-Chiclana: une directamente Chiclana con la capital. Existen cuatro paradas en Chiclana: Río Iro, Av. del Comercio, Los Esteros y Pinar de Los Franceses
- M-120 Chiclana-San Fernando: une directamente Chiclana con San Fernando. Existen cuatro paradas en Chiclana: Río Iro, Av. del Comercio, Los Esteros y Pinar de Los Franceses
- M-230 Chiclana-Hospital Universitario Puerto Real (por Marquesado): existen 14 paradas en Chiclana: Río Iro, Av. del Comercio, Los Esteros, Jardines del Marquesado, Venta El Pino, Cañada de los Barrancos, Venta Pololo, Camino del Arroyo, Camino Lagunetas, Camino de Algodonales, Manuel Aragón, Camino del Cañaveral, Arroyo del Aljibe, Águila-El Término
- M-231 Chiclana-Campus Universitario de Puerto Real: Río Iro, Av. del Comercio, Las Redes/Los Esteros, Pinar del Los Franceses, Las Aletas, Escuela Ingeniería, Campus-Ciencias, Campus-C.Educación
- M-250 Chiclana-Jerez (La Línea-Sevilla). Las Redes/Los Esteros, Puerto Real (Estación FC), Estación FC El Puerto de Santa María, Estación FC Jerez de la Frontera/Estación de autobuses/Campus de Jerez
- M-251 Chiclana-Jerez (Atlanterra-Sevilla) Las Redes/Los Esteros, Puerto Real (Estación FC), Estación FC El Puerto de Santa María, Estación FC Jerez de la Frontera/Estación de autobuses/Campus de Jerez
- M-260 Chiclana-Rota (Algeciras). Rota (estación de autobuses), El Portal/Doña Blanca/Penal (A-2078 Venta El Cepo), Jerez de la Frontera (estación de autobuses), El Puerto de Santa María (Estación FC), Puerto Real/Campus/Hospital (Estación FC), Chiclana de la Frontera (Las Redes/Los Esteros)
- M-021 Cádiz-Cementerio Mancomunado: parada en Cementerio Mancomunado
- M-910 Conil-Cádiz: parada en Las Redes/Los Esteros y San Andrés Golf
- M-911 Barbata-Conil-Cádiz: parada en Las Redes/Los Esteros y San Andrés Golf
- M-912 Atlanterra-Conil-Cádiz: parada en Las Redes/Los Esteros y San Andrés Golf
- M-913 Barbata-Conil-Cádiz por Hospital: parada en Las Redes/Los Esteros y San Andrés Golf
- M-915 Conil-Campus Universitario de Cádiz: parada en San Andrés Golf
- 'M-940 Medina-Chiclana-San Fernando-Cádiz (Alcalá de los Gazules): parada en Las Redes/Los Esteros
- M-941 Medina-Chiclana-San Fernando-Cádiz (Paterna y Alcalá de los Gazules): parada en Las Redes/Los Esteros
- M-942 Medina-Chiclana-Hospital-Puerto Real-Cádiz: parada en Las Redes/Los Esteros
- M-947 Chiclana-Medina: parada en Las Redes/Los Esteros[37]

Autobús interurbano
Desde Chiclana salen autobuses a:
- Sevilla
- Málaga
- Jerez
- Algeciras
- El Puerto de Santa María
- La Línea
- Puerto Real
- Conil
- Vejer
- Barbate
- Tarifa
- Alcalá de los Gazules
- Campus Jerez
- Benalup
- Paterna de Rivera
- Zahara
- San Roque
- Palmar
- Atlanterra
- Tahivilla
- Facinas
- Barca de Vejer
- Pelayo
- Caños de Meca

#### Comunicación aérea

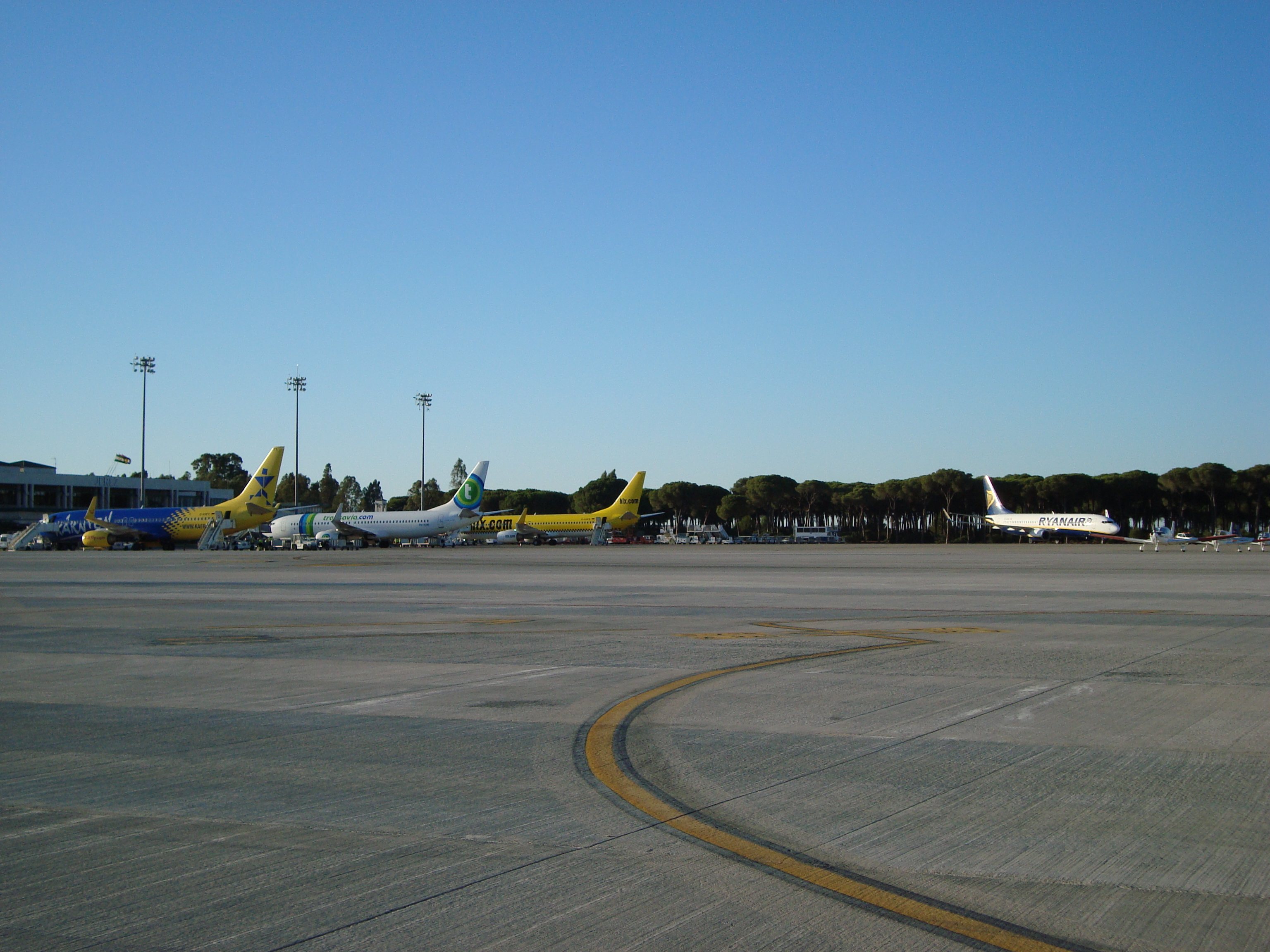
Aeropuerto de Jerez

- Aeropuerto de Jerez: es el más cercano, situado a unos 42 km. Permite viajar a destinos europeos como Fráncfort del Meno, Múnich, Hamburgo, Berlín, Viena, Zúrich, Londres o Bruselas y nacionales como Madrid, Barcelona o Palma de Mallorca en diversas compañías.[39]

Otros aeropuertos cercanos son los siguientes:
- Aeropuerto de Gibraltar: situado a unos 100 km (de uso compartido con Reino Unido), pudiendo hacer transbordo en La Línea a través de la M-250 Chiclana-Jerez (La Línea-Sevilla).[40] Dispone de vuelos hacia Londres, Mánchester o Liverpool, entre otros
- Aeropuerto de Sevilla: a unos 150 km, con vuelos directos a las principales capitales españolas y al extranjero.[19]
- Aeropuerto de Málaga-Costa del Sol: a 214 km.[41] Ocupa el cuarto lugar en cuanto a volumen de tráfico entre los aeropuertos de España (tercero de la península ibérica) y el puesto 22 en la Unión Europea. Tiene una oferta más variada con destinos de Norteamérica, África y Oriente próximo así como destinos europeos muy variados (Francia, Bulgaria, Dinamarca) y nacionales.[42]

### Campos de golf
- Iberostar Real Club de Golf Novo Sancti Petri (36 hoyos)
- Club de Golf Campano (18 hoyos)
- Chiclana Family Golf (9 hoyos)
- La Estancia Golf Club (18 hoyos)
- Sancti Petri Hills Golf (18 hoyos)

## Cultura

### Deporte
Instalaciones deportivas
- Padel Center Europa 2015

Instalación inaugurada en 2014. Cuenta con 9 pistas de pádel, 4 pistas de tenis y 1 pista polideportiva.
- Centro deportivo Santa Ana

Junto a la ermita de Santa Ana. Construido en 1976. Alberga 4 pistas de tenis, 3 pistas de pádel, pabellón cubierto, pabellón multiusos, pista exterior de fútbol sala, sala de ciclo en pista cubierta, sala de artes marciales, etc
- Pabellón polideportivo Ciudad de Chiclana

En este pabellón, se han celebrado partidos de selecciones nacionales y campeonatos de España. Construido en 1995. Cuenta con pista central polideportiva de parqué, divisible en 3 transversales, sala musculación, sauna, rocódromo exterior, rocódromo interior, etc
- Centro deportivo Urbano Costa Sancti Petri

Situada en urbanización Costa Sancti Petri. Construido en 2011. Cuenta con campo de fútbol-7 (césped artificial), pabellón cubierto, zona wellness, salas multiusos, 3 pistas de pádel, etc
- Centro deportivo Huerta Rosario

Se construyó en 2002 a las afueras del casco urbano. Sede de varias disciplinas deportivas como kárate, gimnasia rítmica, fútbol sala, muay thai, etc Consta de pabellón cubierto con pista central polideportiva de pavimento de caucho sintético azul, divisible en tres transersales, sala de usos múltiples, etc
- Estadio municipal de Atletismo

Centro neurálgico de la ciudad deportiva Huerta Mata. Sede de las oficinas centrales de la Delegación de Deportes. Cuenta con pista de atletismo de 8 calles de pavimento sintético, campo de fútbol de césped natural, anillo de rodaje y estiramiento exterior de césped artificial, jaula para lanzamiento de jabalina, zona de salto de altura, zona de lanzamiento de peso, 2 cajetines de salto con pértiga, sala de musculación, etc. Cumple los requisitos de la I.A.A.F. en clase 1.
- Piscina municipal cubierta

Fue construida en 2002. Actualmente Centro Supera Chiclana. Con piscina de competición de 25x12,5 con 6 calles y profundidad máxima de 1,90 m, piscina de chapoteo de 12,5x6 con profundidad de 1 m, piscina de 25 m de 3 calles, sala fitness de 600 m², spa, duchas bitérmicas multisectoriales y secuenciales, jacuzzi, baño de vapor, sauna, etc
- Complejo deportivo El Fontanal

Tiene varias instalaciones deportivas:
Velódromo Municipal José Manuel Moreno Periñán
Fue construido en 1987 y remodelado en 2005, lleva el nombre del ciclista chiclanero que ganó una medalla de oro en los Juegos Olímpicos de Barcelona de 1992.
Campo de fútbol El Fontanal
Fue construido en 1998 y es sede del Chiclana Industrial C.F.. Césped artificial.
- Centro deportivo El Fontanal

Construido en 2015, consta de pabellón cubierto, sala de musculación y salas multiusos.
- Centro hípico Royal Center

Centro ecuestre situado en urbanización Novo Sancti Petri.
- Campo de golf Family Golf

Situado en urbanización Novo Sancti Petri. Remodelado en 2015. Campo Pares 3 y circuito Pitch & Putt.
- Campo municipal de fútbol

Construido en 1955, actualmente es sede del equipo sénior del Chiclana C.F.. Césped natural.
- Campo de fútbol Huerta Mata

Construido en 2012, junto al estadio municipal de atletismo. Césped artificial.
- Centro náutico municipal del Lago Periurbano de Las Albinas

Dentro del parque natural Bahía de Cádiz. Tiene una longitud de 1,7 km. Construido en 2003.
- Circuito municipal de Minimotos

Junto al Lago Periurbano de las Albinas. Construido en 2007.
- Pista de Skate, Parque de Las Albinas

Situado en el parque de Las Albinas. Construida en 2007 y remodelado en 2015.
- Campo de fútbol El Trovador

Anexo al CEIP El Trovador. Construido en 1986. Césped artificial.
- Campo de fútbol-7 Isabel La Católica

Construido en 1985. Anexo al CEIP Isabel la Católica. Césped artificial.
- Campo de fútbol Fernando Quiñones

Construido en 2004. Césped artificial.
- Campo municipal de béisbol

Construido en 1996 dentro de la ciudad deportiva Huerta Mata. Sede del Club Béisbol Los Osos.
- Campo de tiro con arco

Construido en 2002 en urbanización Novo Sancti Petri.
- Pista polideportiva La Soledad

Construida en 2001.
- Pista polideportiva Recreo San Pedro

Construida en 1999.
- Centro deportivo Hipotels

Construido en 1999 con dos campos de fútbol, césped natural y 12 pistas de tenis.
Equipos
| Club o Equipo                | Deporte           |
| ---------------------------- | ----------------- |
| Chiclana C.F.                | Fútbol            |
| Chiclana Industrial C.F.     | Fútbol            |
| C.D. Novo Chiclana           | Fútbol            |
| C.D. Dreamfutsal             | Fútbol sala       |
| E.F. Sancti-Petri            | Fútbol            |
| C.D. Fútbol Sanix            | Fútbol            |
| C.D. Sporting Chiclana       | Fútbol            |
| C.D. La Salle                | Fútbol            |
| C. D. Ajedrecista Ruy López  | Ajedrez           |
| Dance Club Chiclana          | Bailes deportivos |
| Club Chiclana-Ituci          | Baloncesto        |
| C. Los Osos de Chiclana      | Béisbol           |
| C.C.Pepe Alba                | Ciclismo          |
| C.G. Chiclana                | Gimnasia rítmica  |
| C.G. Sancti Petri            | Gimnasia rítmica  |
| C.Voleibol Chiclana          | Voleibol          |
| C.D. Dance School            | Bailes deportivos |
| C.D. Urban Dance             | Bailes deportivos |
| C.D. Esdaymov                | Bailes deportivos |
| C.D. Espartanas Pole Fitness | Pole dance        |
| Club Esgrima Bahía de Cádiz  | Esgrima           |
| Club Baloncesto Azor         | Baloncesto        |
| Club Twirling Chiclana       | Majorettes        |
| Club Atletismo Chiclana      | Atletismo         |
| C.D. Periver                 | Atletismo         |
| C.D. Divina Pastora          | Atletismo         |
| C.D. Coresport               | Atletismo         |
| C.D. Chiclanero              | Triatlón          |
| C.D. Triatlón La Barrosa     | Triatlón          |
| C.D. Fali Bike               | Ciclismo          |
| C.D. Piragüismo Chiclana     | Ciclismo          |
| c.D. Sancti Petri Paramotor  | Paramotor         |
| A.D.R. Sancti Petri          | Deportes Náuticos |
| Club Tenis Chiclana          | Tenis             |
| Club In Line Sancti Petri    | Hockey            |
| Club Laja Surf               | Surf              |
| C.D. Oasis Chiclana          | Surf              |
| C.D. Waterpolo Chiclana      | Waterpolo         |
| C.D. Tenis Mesa              | Tenis Mesa        |
| C.D. Montaña Chiclana        | Escalada          |

Premios
- IX Edición del Premio Progreso

Otorgado al Ayuntamiento de Chiclana el Premio Progreso en la modalidad de deportes por su proyecto de Deporte en Edad Escolar. Este galardón lo entrega la Federación Andaluza de Municipios y Provincias (FAMP) y la Fundación para el Desarrollo de los Pueblos de Andalucía (FUDEPA).
Fecha: 4 de abril de 2014.
- Ciudad Europa del Deporte 2015

Premio otorgado por la Asociación ACES Europe y entregado en el Parlamento Europeo en Bruselas.
La candidatura chiclanera, apadrinada por José Manuel Moreno Periñán Ratón, campeón olímpico y campeón del mundo de ciclismo, contó con el apoyo del Parlamento de Andalucía, la Diputación de Cádiz, corporación municipal de Chiclana, Consejo Económico y Social de Chiclana, Consejo Asesor de Deportes del Ayuntamiento de Chiclana, 51 clubes deportivos de la localidad así como centros educativos y asociaciones de madres y padres de la localidad. Además, más de 18 000 firmas ciudadanas apoyaron la iniciativa y la participación de diferentes entidades como la Federación Andaluza de Triatlón, Colegio Oficial de Licenciados de Educación Física de Chiclana, Ayuntamiento de Cádiz, Federación de Prensa Deportiva de Andalucía, Federación Andaluza de Tenis, Federación Española de Esgrima, Cadena Cope, Cadena SER, Onda Cero, Grupo Joly, Agesport, Fundación Vipren, etc. También deportistas de élite se sumaron a la candidatura de Chiclana como Jennifer Pareja (Bicampeona del Mundo y subcampeona olímpica de Waterpolo), Laura Ester (Bicampeona del Mundo y subcampeona olímpica de Waterpolo), Gisela Pulido (Campeona del Mundo en Kite Surf), Iballa Ruano (Windsurfista Internacional), Axier Muniain (Surfista Internacional), Katrin Dörre-Heinig (Atleta de Alemania en Maratón), Andrea Mayr (Campeona del Mundo Atletismo Montaña), Emilio Martín (Campeón del Mundo de Duatlón), Fermín Cacho (Campeón Olímpico y campeón del Mundo y subcampeón del Mundo en 1500), etc
Fecha: 19 de noviembre de 2014.
- Premio AGESPORT

Premio otorgado por la Asociación de Gestores Deportivos de Andalucía al Ayuntamiento de Chiclana como el mejor municipio mayor de 30 000 habitantes por su gestión deportiva en 2014.
Fecha: 17 de abril de 2015.
- Premio Collado Sur

Premio otorgado por la Federación Andaluza de Montañismo al Ayuntamiento de Chiclana por su trayectoria en la promoción del senderismo, la escalada y el resto de deportes de montaña, con especial dedicación a las edades escolares.
Fecha: 26 de noviembre de 2014.
- Premio Diputación de Cádiz

Premio otorgado por la Excma. Diputación de Cádiz al Ayuntamiento de Chiclana por la labor de promoción y fomento del deporte, así como su nombramiento como Ciudad Europea del Deporte 2015. Fecha: 24 de octubre de 2014.

### Fiestas

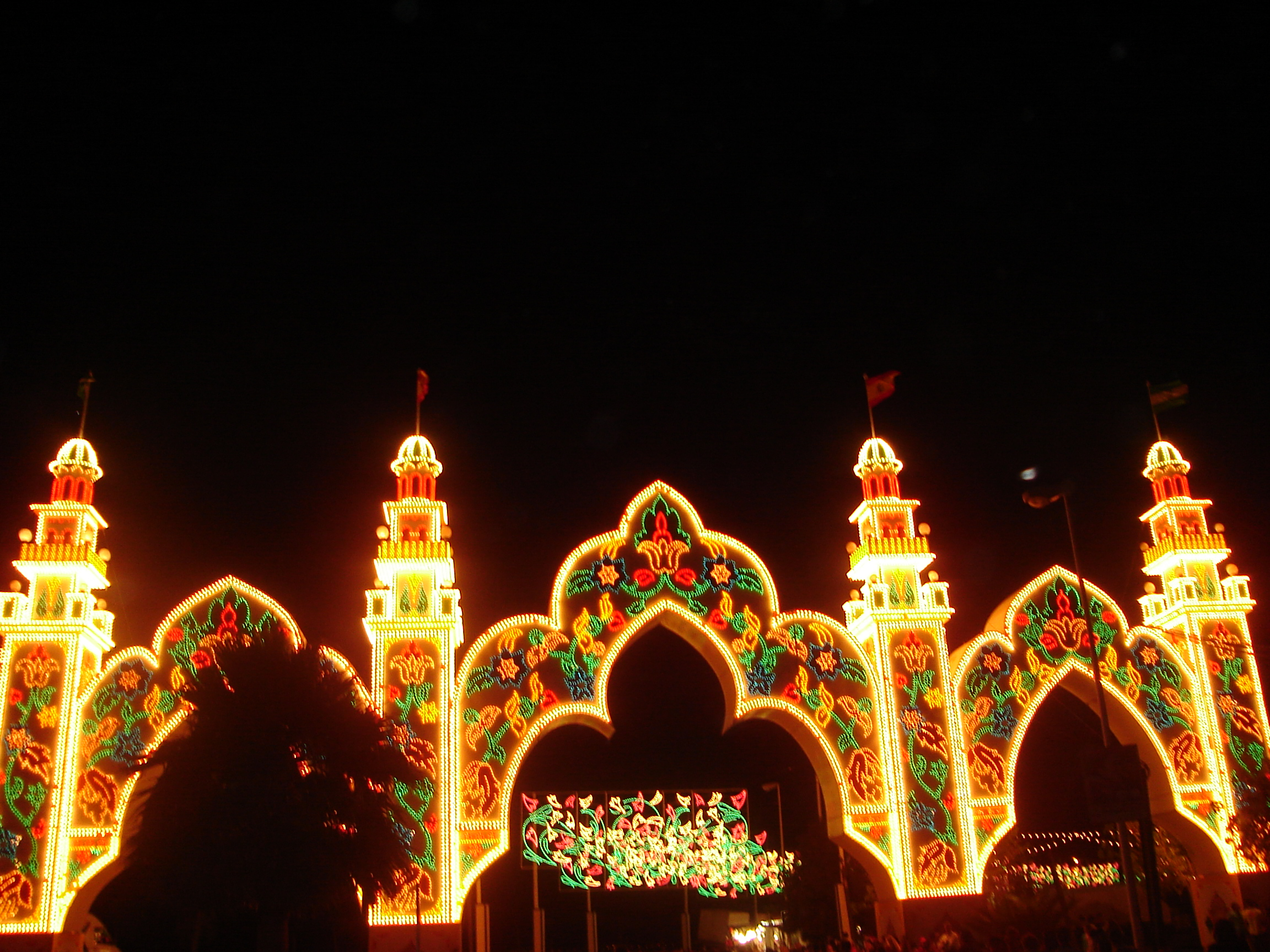
Feria de San Antonio

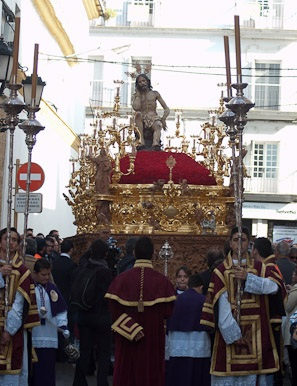
Semana Santa

- Carnaval: se celebra a comienzos de la Cuaresma, destacan la cabalgata y las actuaciones de chirigotas y comparsas.
- Semana Santa: se celebra en marzo o abril. Por las calles de la ciudad procesionan los pasos de las Hermandades, llevados a cuello por los costaleros. Celebración en la que se mezclan la manifestación popular y el sentimiento religioso. Los recorridos procesionales alcanzan momentos de gran emoción popular al discurrir por algunas calles típicas, interrumpidos por la espontánea expresión de la saeta, o en la recogida de los desfiles en los respectivos templos.
- Feria de San Antonio: se celebra alrededor del 13 de junio y tiene una duración de unos cinco días. Las mujeres van ataviadas con el típico traje de volantes y los hombres con traje corto. Durante el día es protagonista el paseo de caballos por el Real y los bailes por sevillanas en las casetas.
- Corpus Christi: algunas calles de la ciudad son engalanadas con alfombras de romero, incienso y altares religiosos para sacara en procesión la Eucaristía, acompañada por otras imágenes, como los santos patronos y el Niño Jesús del Hospital de San Martín.
- Festividad de San Juan Bautista: se celebra el 23-24 de junio. Procesión de San Juan Bautista, santo precursor y Patrón de la ciudad. Titular de la iglesia Mayor. Toque de fanfarrias en la plaza Mayor. Quema de los Juanillos y degustaciones de caracoles (plato gastronómico típico en esta época del año).
- Festividad de Nuestra Señora del Carmen: 16 de julio. Procesiona una Imagen de la Virgen del Carmen por aguas de la Barrosa, partiendo desde Sancti Petri. Popularmente se le conoce como atunera, debido a que entre 1940 y 1980 los encargados de portar esta imagen eran los profesionales del atún. En el centro de la ciudad, otra imagen de la Virgen del Carmen sale en procesión desde la iglesia de San Sebastián.
- Festividad de Santa Ana: 26 de julio. Procesión-romería de Santa Ana por el centro de la ciudad y por el barrio de Santa Ana. Se celebra una verbena en torno a la ermita de esta santa. También se degustan en estas fechas los dulces típicos campanas de Santa Ana. En 2011 procesionó por primera vez una réplica de la imagen de Santa Ana, donada por Doña Manolita Fernández, al no poder salir en procesión la imagen original que se encuentra en la ermita. De esta forma se recupera el esplendor del que gozaba la fiesta hace décadas.
- Festividad de Nuestra Señora de los Remedios: 8 de septiembre. Los fieles procesionan junto a la imagen de la Virgen de los Remedios, patrona de la ciudad. En este día también se celebra la ofrenda floral a la patrona, en la que jinetes a caballo van completando un frontal de la parroquia de la Santísima Trinidad (San Telmo) con flores. El día antes por la tarde-noche se hace la tradicional pisá de la uva, que simboliza el comienzo de la vendimia. En los últimos años se viene celebrando también la fiesta del Pescao de Estero,[45] una degustación de pescado de esteros en una carpa en la Alameda del Río.
- Festividad de Todos los Santos: 1 de noviembre. En la actualidad la fiesta ha recuperado la costumbre de adornar los puestos del mercado, en el que los conejos, pescados, pollos, etc. que se ofrecen en venta cobran un protagonismo pintoresco. Ellos dan cuerpo a escenas de la política o de la crónica rosa de la sociedad. Degustación de los típicos huesos de santo que esmeradamente se elaboran en las confiterías, siguiendo recetas tradicionales.[19]
- Fiesta del Pescado a la Teja: fiesta en la que se homenajeaba el primer domingo posterior al día de Reyes a un escritor, periodista o torero de renombre. La fiesta se celebró entre 1952 y 1970 en la bodega Las Albinas que existía en la calle Arroyuelo alcanzando notable notoriedad.[46] Esta fiesta es el origen del pescado a la teja, lisa de estero asada en brasas de hierba salinera o sapina y servida en una teja de barro.

Otras fiestas
- El Pilar: salida por las calles de la Virgen del Pilar (patrona de las Fuerzas de Seguridad del Estado). La imagen se encuentra en la iglesia mayor de San Juan Bautista.
- Cruces de Mayo chiclaneras: en el mes de mayo, en plena primavera, salen Cruces de mayo en procesión, portada por costaleros. Una de ellas es la Cruz de Mayo Lasaliana de la hermandad de la Borriquita. Y otras pertenecientes a Asociaciones o Grupos de Costaleros Jóvenes como Christus Vincit, de reciente creación. Otra forma típica de celebrar la fiesta de las Cruces de Mayo es engalanando los patios de vecinos con flores y motivos religiosos, como hacen algunas asociaciones de vecinos o particulares en los patios de sus viviendas.
- Fiesta de la Parpuja: fue recuperada en 2005, después de que dejara de celebrarse a lo largo de muchos años a finales del siglo XX. Se celebra en el mes de agosto y consiste en una gala flamenca a la que acuden las figuras más importantes del flamenco nacional, como José Mercé, Rancapino, etc. Es tradicional en esta fiesta degustar parpujas, aunque estas se han sustituido por las sardinillas de media playa, acompañadas por vinos de Chiclana.
- Fiesta del Chicharrón: se centra en agosto, con degustación de vinos y chicharrones de la tierra.[47]

### Gastronomía
Productos del mar
- Pescaíto frito
- Pescado a la teja
- Tortillas de camarones
- Mariscos: gambas, langostinos, almejas, ortiguillas, etc.

Productos de la tierra
- Vinos finos, olorosos y moscateles
- Caracoles
- Embutidos: butifarra chiclanera
- Chicharrón de Chiclana, fritos o especiales (asados).[48] Se está trabajando para su reconocimiento como Indicación Geográfica Protegida.
- Tagarninas en temporada[49]
- Berza de resurrección, que incluye longaniza de Chiclana[50]
- Pescado de estero
- Langostino de Chiclana
- Miel
- Quesos

Repostería
- Campanas de Santa Ana
- Rosquetes de Semana Santa
- Torrijas
- Huesos de Santos
- Pestiños
- Tortas de almendra (únicamente elaboradas por las madres agustinas recoletas)

#### Vinos
Chiclana tal vez sea una de las poblaciones que conocieron el cultivo de la vid desde un pasado muy remoto (siglos IX-VIII a. C.). Ya en la Edad Moderna, con la repoblación del territorio tras la Reconquista, pero sobre todo a partir del siglo XVI con el auge del comercio con la recién descubierta América, Chiclana cobra una importancia considerable en el campo de la vitivinicultura, con el consiguiente incremento de la extensión de tierras dedicadas al cultivo de viñedos. Hay constancia de la importancia de las exportaciones de vinos en aquella época, no solo a América, sino también a Flandes, Inglaterra, Francia y Portugal.
En el siglo XIX se alcanza la mayor extensión de terrenos dedicados al cultivo de la vid y el mayor número de bodegas. Pero este crecimiento no fue acompañado de una mayor exportación. Ese aumento de producción fue aprovechado por los exportadores de Jerez, de El Puerto de Santa María y de Sanlúcar de Barrameda que dentro del Marco de Denominación del Jerez-Xerez-Sherry forman la zona de producción en la que la gran mayoría de la producción de Chiclana se vendía en forma de mosto a dicha zona de crianza.
Actualmente, Chiclana cuenta con distintas bodegas en las que se crían vinos finos, olorosos y moscateles. La Bodega Cooperativa Unión de Viticultores Chiclaneros es la bodega más grande de la ciudad, constituida como cooperativa desde 1992. También goza de cierto prestigio en la ciudad las bodegas de Vélez, Manuel Aragón, Barberá, Collantes, y Miguel Guerra.
El vino de Chiclana ha sido ensalzado por distintos personajes de la cultura, tal es el caso de Rafael Alberti, que lo definió como el mejor vino del mundo. El vino es quizás, lo más representativo y reconocido de la gastronomía chiclanera.
Bodegas

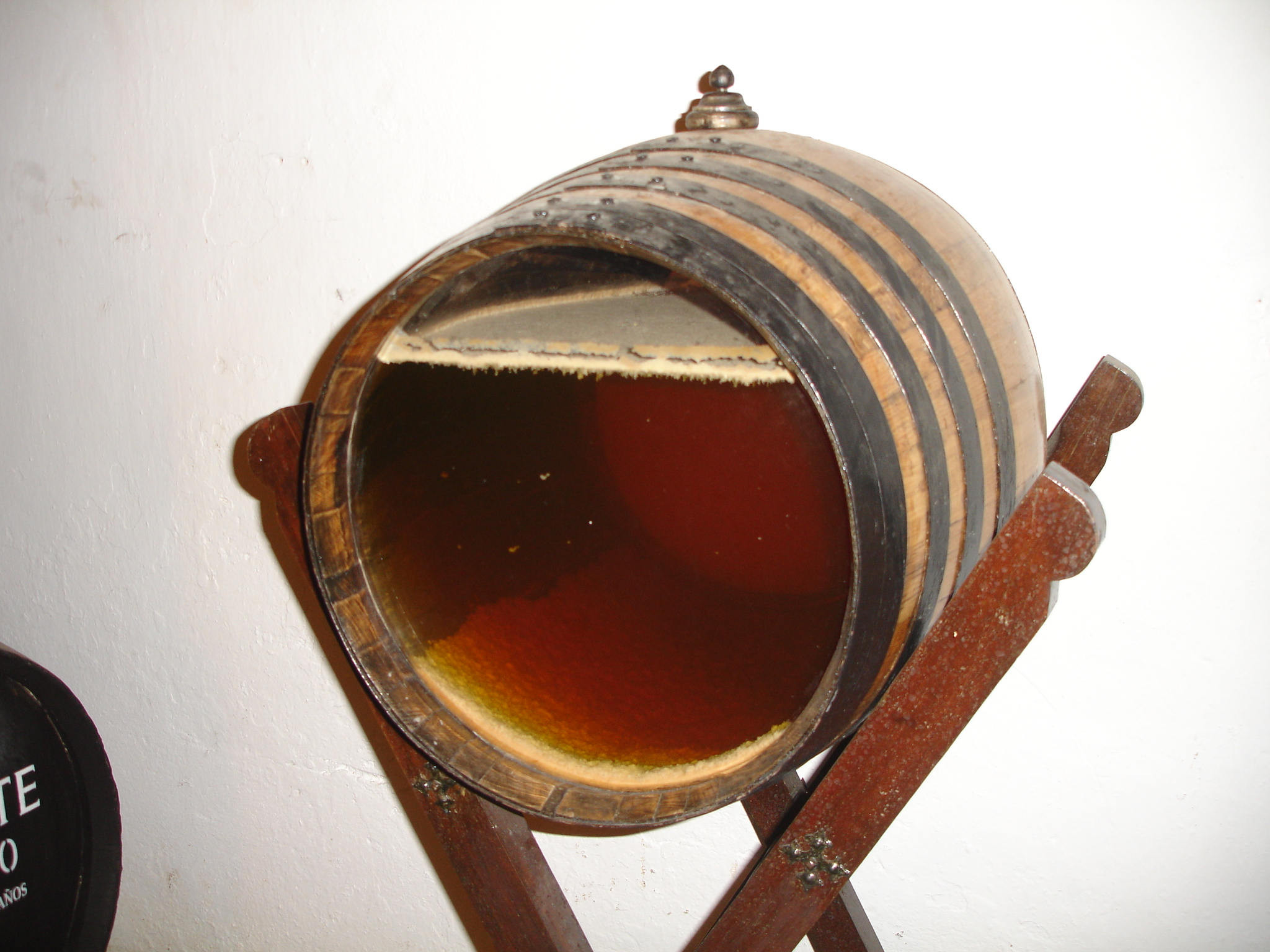

Las bodegas de Chiclana son cada año más visitadas. La cata y el proceso de elaboración de los vinos con denominación de origen, generan el mayor interés en todos los visitantes.
Los viñedos de Chiclana de la Frontera se han convertido en una atracción turística muy popular, incluso para la gente de Cádiz. Los amantes del vino acuden de todas partes para probar productos y aprender sobre la historia. El proceso para hacer el vino es muy tradicional, se han usado los mismos métodos durante siglos.

### Museos

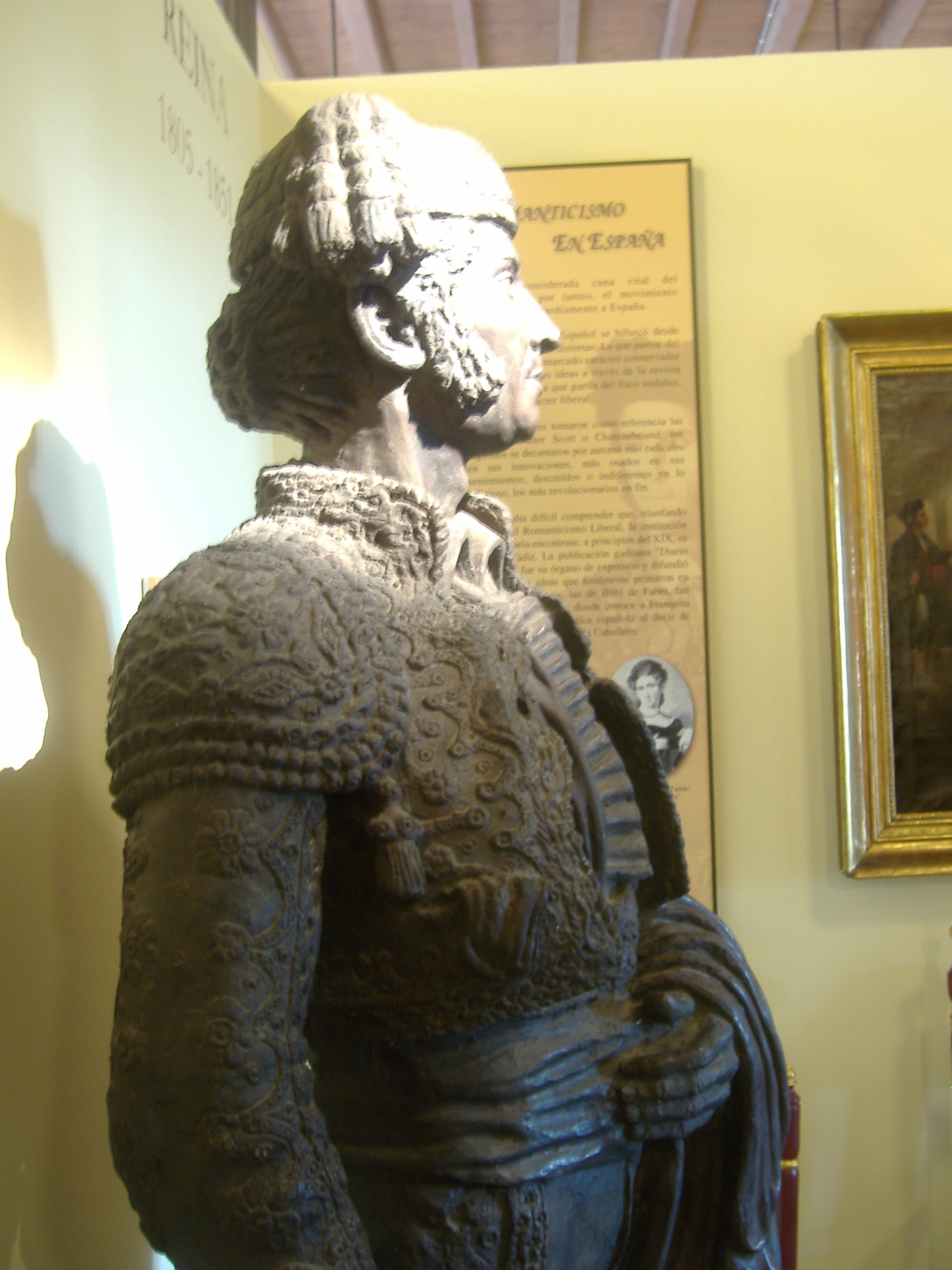
Paquiro. Detalle del bronce de Ignacio Falgueras Cano, año 1978. Museo Taurino de Chiclana

- Museo de Chiclana: casa de los Briones, localizado en la plaza Mayor. En las diferentes salas, el público podrá observar diversos contenidos como la prehistoria y antigüedad de la ciudad, su formación, la batalla de Chiclana y la época contemporánea. Espacios dedicados también a la industria vitivinícola, la horticultura, las salinas, la pesca...Todas estas dependencias están dotadas con paneles gráficos y explicativos, ambientaciones, audiovisuales, vitrinas con material expositivo y maquetas con el objetivo de ofrecer una visión lo más completa posible de la historia y la tradición chiclanera, de un modo ameno, cercano y comprensible. Además, el Museo dispone de varias estancias destinadas a albergar exposiciones temporales que estarán a cargo de la empresa adjudicataria del servicio, Monumentos Alavista.[51]
- Fábrica-Museo Muñecas Marín: donde se recogía la historia de la fábrica Marín y su tradicional creación de muñecas, fundada en 1928 y, desde entonces, ha sido punto de referencia clave para cualquier actividad económica relacionada con la venta de regalos y suvenires, tanto en España como en el extranjero. Desde sus inicios, la fábrica ha realizado de forma artesanal las muñecas típicas de nuestra artesanía, diseñando desde el peinado hasta la decoración de las caras. Finalmente, en el año 2014 cerraba sus puertas.
- Museo municipal Francisco Montes Paquiro: está dedicado a la figura del torero Francisco de Paula Montes y Reina Paquiro, nacido en Chiclana el 13 de enero de 1805. Está considerado el más importante torero del siglo XIX, no solo por sus magníficas condiciones de lidiador sino por su gran aportación del mundo de la tauromaquia contenida en su tratado del arte de torear tanto a pie como a caballo.
- Centro de interpretación del vino y de la sal: el museo está dispuesto en una única planta, creada a partir de tres naves de Bodega, dedicada al vino y a la sal. En la tienda se pueden comprar vinos, suministrados por las bodegas de la localidad. Se inauguró el 3 de noviembre de 2016.
- Museo Fenicio: Nueva Gadeira: proyección museística del pasado fenicio chiclanero dentro del maco protohistórico de la bahía de Cádiz, actualmente se encuentra en fase de licitación y posterior construcción.[52]

### Medios de comunicación
Prensa escrita y digital
Los periódicos relacionados con la ciudad son los siguientes: Diario de Cádiz, Andalucía Información, La Voz de Cádiz, El Independiente de Cádiz, la revista Puente Chico, Chiclana Directo, Chiclana al minuto y la revista en lengua inglesa Baywatch Magazine, dirigida a la población residente extrajera.
Radio
La única emisora de carácter local es Radio Chiclana F.M., fundada en 1985.
Televisión
Chiclana tiene en la actualidad tres canales privados en emisión por TDT: 8 Chiclana y Janda, 7 Chiclana y Tuya La Janda.
El primer canal de televisión de Chiclana fue Televisión Chiclana, creado en 1989 por Paco Muriel, Pepe Coca y Pepe Sánchez. En 1996, Paco Muriel fundó otro canal, Onda Chiclana, que cerró en 1998. En 1999 inicia las emisiones Chiclana Televisión, gestionada por la asociación de discapacitados Virgen del Carmen. Fue la más longeva de todas, ya que llegó a emitir en TDT desde el 2010, hasta que cerró en 2012. También emitió en analógico en la década de los 2000 Canal Sancti Petri TV, nacida de Onda Bahía Chiclana.
Poco antes del apagón analógico arrancaría Onda Chiclana, recuperando este antiguo nombre, pero en esta ocasión dirigida por el empresario José Antonio Medina y el grupo de comunicación Canal 19. Este canal dio el salto a la TDT en 2010, y continuó posteriormente bajo los nombres de UNA Chiclana, y en la actualidad, 8 Chiclana.

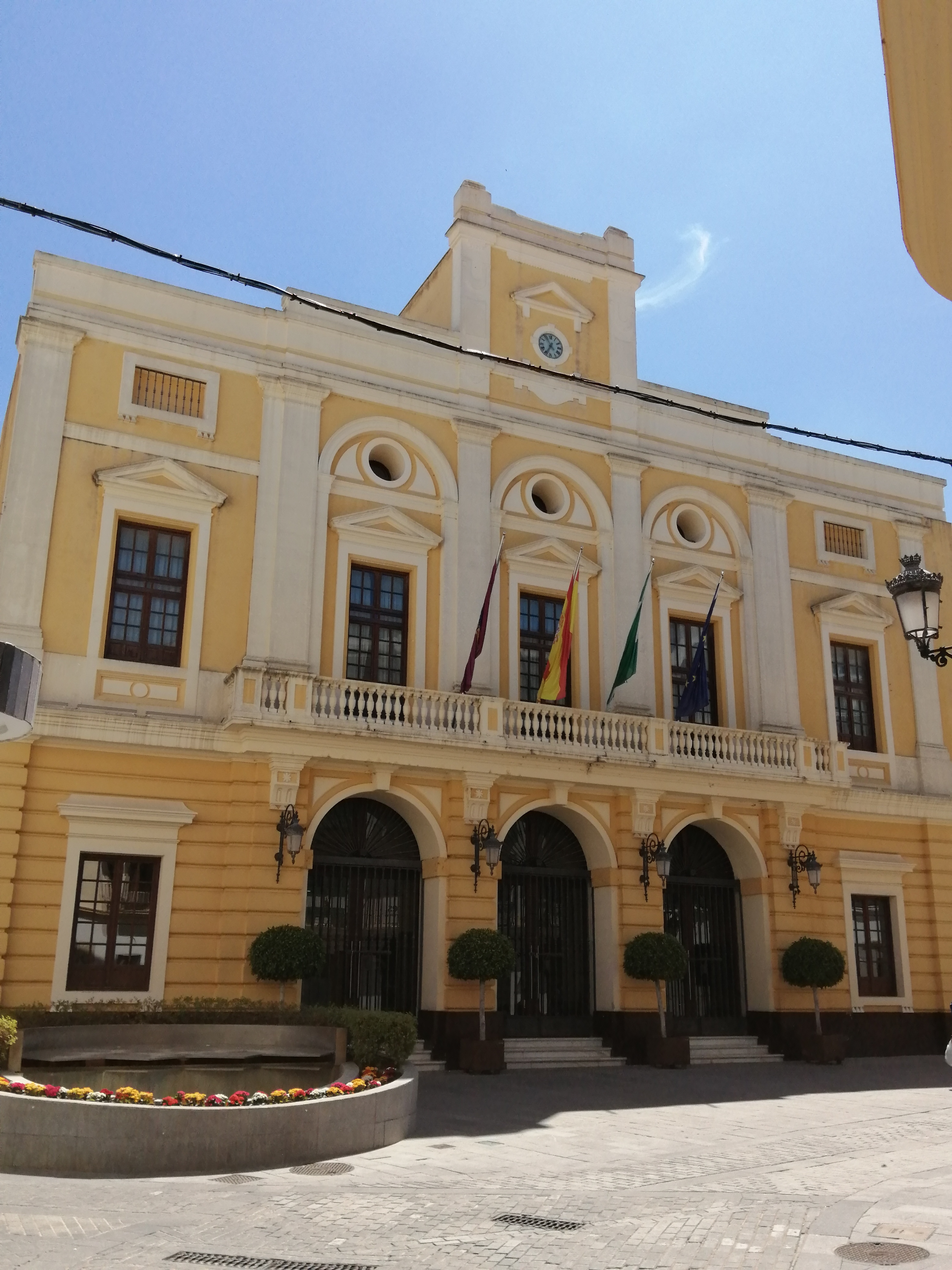
Ayuntamiento de Chiclana

En los distintos concursos administrativos para la obtención de licencias de emisión por TDT, ha estado contemplado que Chiclana contara con una televisión pública comarcal junto a los municipios de Conil de la Frontera, Barbate y Vejer de la Frontera, licencia que quedó desierta y nunca se puso en marcha.

## Administración y política

### Gobierno municipal
| Periodo   | Nombre                    | Partido | Partido                                                 |
| --------- | ------------------------- | ------- | ------------------------------------------------------- |
| 1979-1983 | Agustín Herrero Muñoz     |         | Independiente                                           |
| 1983-1986 | Sebastián Saucedo Moreno  |         | Partido Socialista Obrero Español de Andalucía (PSOE-A) |
| 1986-1994 | José de Mier              |         | Partido Socialista Obrero Español de Andalucía (PSOE-A) |
| 1994-2004 | Manuel Jiménez Barrios    |         | Partido Socialista Obrero Español de Andalucía (PSOE-A) |
| 2004-2007 | José María Román Guerrero |         | Partido Socialista Obrero Español de Andalucía (PSOE-A) |
| 2007-2008 | Ernesto Marín             |         | Partido Popular de Andalucía (PP)                       |
| 2008-2011 | José María Román Guerrero |         | Partido Socialista Obrero Español de Andalucía (PSOE-A) |
| 2011-2015 | Ernesto Marín             |         | Partido Popular de Andalucía (PP)                       |
| 2015-act. | José María Román          |         | Partido Socialista Obrero Español de Andalucía (PSOE-A) |

| Partido político                                         | 2023   | 2023  | 2023       | 2019  | 2019  | 2019       | 2015   | 2015  | 2015       | 2011                         | 2011                         | 2011                         | 2007  | 2007  | 2007       |
| Partido político                                         | Votos  | %     | Concejales | Votos | %     | Concejales | Votos  | %     | Concejales | Votos                        | %                            | Concejales                   | Votos | %     | Concejales |
| Partido Socialista Obrero Español de Andalucía (PSOE-A)  | 12 858 | 39,56 | 11         | 9922  | 33,18 | 9          | 11 078 | 36,79 | 11         | 10 086                       | 32,87                        | 10                           | 9627  | 39,67 | 11         |
| Partido Popular de Andalucía (PP)                        | 9998   | 30,76 | 9          | 6491  | 21,71 | 6          | 8003   | 26,58 | 8          | 11 434                       | 37,26                        | 11                           | 6569  | 27,07 | 8          |
| Vox                                                      | 3444   | 10,59 | 3          | 1972  | 6,59  | 1          | 447    | 1,12  | 0          | —                            | —                            | —                            | —     | —     | —          |
| Izquierda Unida (IU)                                     | 2469   | 7,59  | 2          | 2263  | 7,56  | 2          | 3357   | 11,15 | 3          | 2334                         | 7,61                         | 2                            | 2675  | 11,02 | 3          |
| Podemos-Por Chiclana Sí Se Puede (PCSSP)                 | 1015   | 3,12  | 0          | 2519  | 8,42  | 2          | 2976   | 9,88  | 2          | —                            | —                            | —                            | —     | —     | —          |
| Ciudadanos (CS)                                          | 704    | 2,16  | 0          | 4070  | 13,61 | 3          | 4278   | 10,72 | 3          | —                            | —                            | —                            | —     | —     | —          |
| Ganemos                                                  | —      | —     | —          | 2045  | 6,84  | 2          | 1746   | 5,80  | 1          | —                            | —                            | —                            | —     | —     | —          |
| Partido Vecinal Regionalista (PVRE)                      | —      | —     | —          | —     | —     | —          | 582    | 1,93  | 0          | 2856                         | 9,31                         | 2                            | —     | —     | —          |
| Partido Andalucista (PA)-Espacio Plural Andaluz (EP-And) | —      | —     | —          | —     | —     | —          | 497    | 1,65  | 0          | 598                          | 1,95                         | 0                            | 2332  | 9,61  | 2          |
| Partido Socialista de Andalucía (PSA)                    | —      | —     | —          | —     | —     | —          | —      | —     | —          | Con Partido Andalucista (PA) | Con Partido Andalucista (PA) | Con Partido Andalucista (PA) | 1462  | 6,02  | 1          |

### Justicia
Chiclana pertenece al partido judicial del mismo nombre, n.º 1 de Cádiz, del que es cabeza de partido y abarca a su vez a los municipios de Alcalá de los Gazules, Benalup-Casas Viejas, Conil de la Frontera, Medina Sidonia y Paterna de Rivera. Actualmente se ejerce el poder judicial en la localidad a través de 5 juzgados de Primera Instancia e Instrucción.

### Organización territorial
- Distrito 1: Centro-Oeste (El Torno, el casco histórico, Santa Ana y Mayorazgo).
- Distrito 2: Centro-Este (Solagitas, La Carabina, El Doctoral y Majadillas Bajas).
- Distrito 3: Norte (Pinar de los Franceses, El Marquesado, Los Llanos y Garrones).
- Distrito 4: Este (Pago del Humo, Dehesa de la Boyal, La Raya y El Carrascal).
- Distrito 5: Sur (Menuditas, Rana Verde, Las Lagunas y Campano).
- Distrito 6: Oeste (Los Gallos, Mogarizas, Carbonero y Almoradú).
- Distrito 7: Costa (Sancti Petri, La Barrosa, Novo Sancti Petri y la Loma del Puerco).

## Ciudades hermanadas
- Béziers, Francia (1993)
- Alcacer do Sal, Portugal (2003)[77]
- Cherburgo, Francia (2011)[78]
- Morelia, México
- Lagos de Moreno, México (2017)
- Chiclana de Segura, España
- El Astillero, España
- Úbeda, España